# Bitwa o Iwo Jimę
Bitwa o Iwo Jimę (operacja Detachment) – ważna bitwa pomiędzy siłami Stanów Zjednoczonych i Japonii o kontrolę nad wyspą Iwo Jima stoczona od 19 lutego do 26 marca 1945 roku podczas wojny na Pacyfiku w czasie II wojny światowej.
Iwo Jima została silnie ufortyfikowana, z wieloma jaskiniami i punktami umocnionymi połączonymi ze sobą za pomocą sieci podziemnych tuneli o łącznej długości 18 km. Zbudowano także dwa lotniska polowe dla wzmocnienia wewnętrznego pasa obronnego Wysp Japońskich, a artyleria na zboczach góry Suribachi miała zapewniać im bezpieczeństwo. Stacjonował tu około 21-tysięczny garnizon pod dowództwem generała Tadamichi Kuribayashiego.
Amerykańskie siły lądowe były wspierane przez silną artylerię okrętową i miały całkowitą przewagę powietrzną zapewnianą przez lotnictwo marynarki wojennej i piechoty morskiej USA przez całą bitwę. Pięciotygodniowa bitwa była jedną z najbardziej intensywnych i krwawych starć wojny na Pacyfiku oraz całej II wojny światowej.
Co wyjątkowe wśród bitew lądowych wojny na Pacyfiku, całkowita liczba strat amerykańskich (zabitych, rannych i zaginionych) przewyższyła łączną liczbę ofiar japońskich (na dwóch Japończyków przypadało trzech Amerykanów). Spośród 21 000 japońskich żołnierzy stacjonujących na Iwo Jimie na początku bitwy, tylko 216 zostało wziętych do niewoli, z których niektórzy zostali schwytani tylko dlatego, że stracili przytomność lub zostali w inny sposób pozbawieni zdolności do walki. Przytłaczająca większość obrońców wyspy poległa, ale szacuje się, że nawet do 3000 Japończyków nadal stawiało opór po oficjalnym zakończeniu bitwy, aż w końcu zmarło z odniesionych obrażeń lub poddało się wiele tygodni później.
Decyzja o zajęciu Iwo Jimy do dziś pozostaje obiektem kontrowersji, a emerytowany Szef Operacji Morskich William V. Pratt stwierdził, że wyspa była bezużyteczna dla armii amerykańskiej jako baza etapowa i dla marynarki wojennej jako baza floty. Japończycy nadal mieli radar wczesnego ostrzegania na wyspie Rota, która nigdy nie została zaatakowana. Doświadczenia z poprzednich walk na wyspach Pacyfiku sugerowały, że wyspa będzie dobrze broniona, a zatem poniesione straty będą na pewno wysokie. Lekcje wyciągnięte z krwawej bitwy o Iwo Jimę posłużyły jednak przy planowaniu kolejnej bitwy o Okinawę i hipotetycznej inwazji na macierzyste Wyspy Japońskie.
Wykonane w czasie bitwy słynne zdjęcie Joego Rosenthala z Associated Press przedstawiające drugie podniesienie flagi USA na szczycie 169-metrowej góry Suribachi w południowej części Iwo Jimy przez sześciu amerykańskich marines stało się ikonicznym obrazem całego amerykańskiego wysiłku wojennego na Pacyfiku i na trwałe weszła do kanonu kultury amerykańskiej.

## Tło

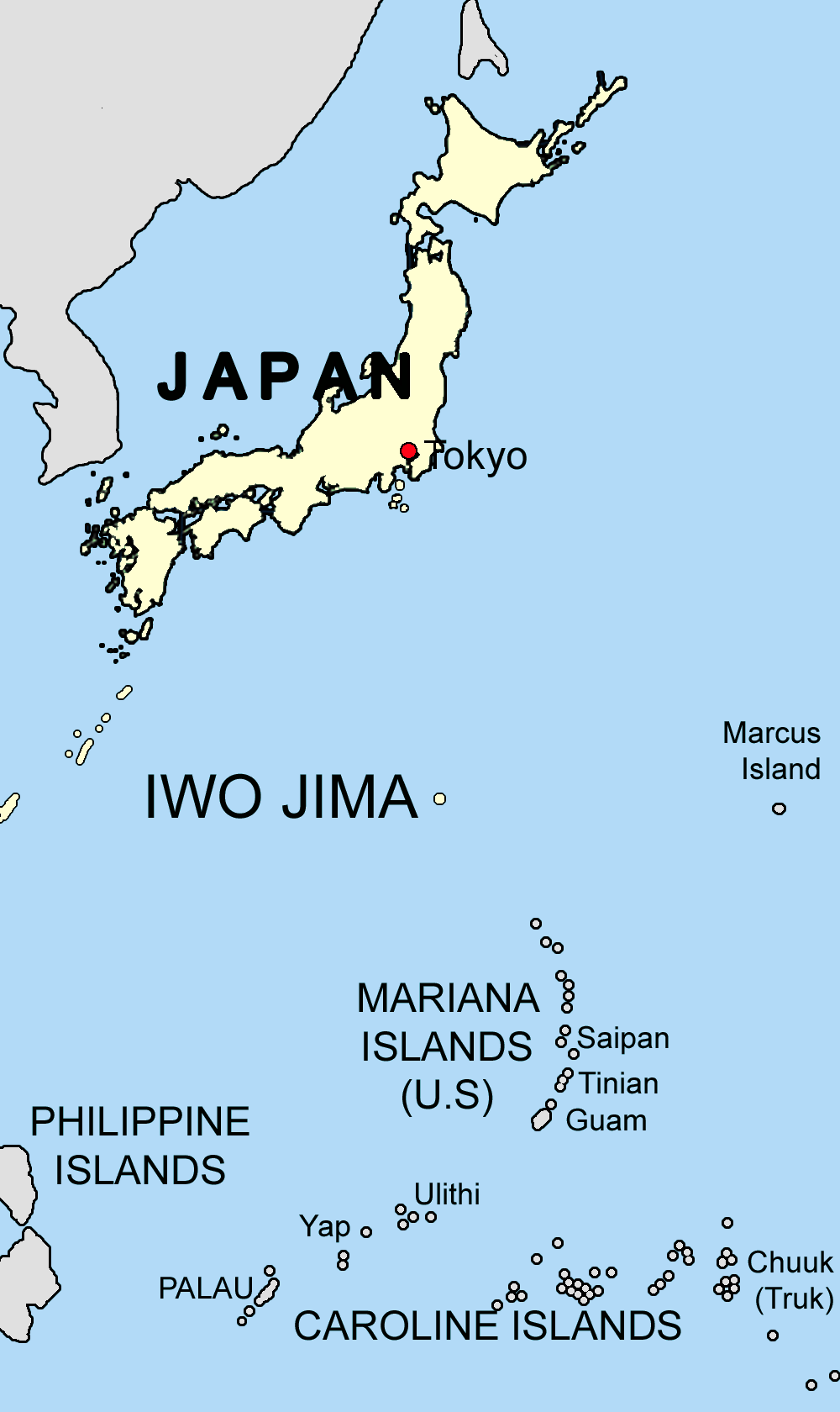
Lokalizacja Iwo Jimy

Po zajęciu Wysp Marshalla przez Amerykanów i atakach powietrznych na japońską wyspę-twierdzę Truk na Karolinach w styczniu 1944 roku japońscy przywódcy wojskowi ponownie przeanalizowali swoją sytuację. Wszystkie przesłanki wskazywały na przyszły amerykański atak na Wyspy Mariańskie i Karoliny. Aby przeciwdziałać takiej ofensywie, Cesarska Armia Japońska i Cesarska Marynarka Wojenna Japonii ustanowiły wewnętrzną linię obrony rozciągającą się na północ od Karolin do Marianów, a następnie do Japonii przez Wyspy Wulkaniczne i na zachód od Marianów przez Karoliny i Wyspy Palau do Filipin.
W marcu 1944 roku japońska 31 Armia, dowodzona przez gen. Hideyoshi Obatę, została powołana w celu obsadzenia tej wewnętrznej linii obrony. Dowódca japońskiego garnizonu na Chichi Jimie został nominalnie mianowany dowódcą jednostek armii i marynarki japońskiej na Wyspach Wulkanicznych. Po amerykańskim podboju Marianów codzienne naloty bombowców uderzały w macierzyste Wyspy Japońskie w ramach operacji Scavenger. Iwo Jima służyła jako stacja wczesnego ostrzegania, która przekazywała przez radio meldunki o bombowcach nadlatujących w kierunku Japonii. Pozwalało to japońskiej obronie przeciwlotniczej przygotować się na przybycie amerykańskich samolotów.
Po tym, jak Stany Zjednoczone zajęły bazy na Wyspach Marshalla w bitwach pod Kwajalein i Eniwetok w lutym 1944 roku, na Iwo Jimę zostały wysłane japońskie posiłki: 500 ludzi z bazy morskiej w Yokosuce i 500 z Chichi Jimy dotarło na wyspę w marcu i kwietniu 1944 roku. Wraz z posiłkami garnizon na Iwo Jimie osiągnął liczebność ponad 5000 ludzi. Utrata Marianów latem 1944 roku znacznie zwiększyła znaczenie Wysp Wulkanicznych dla Japończyków, którzy obawiali się, że utrata również tych wysp ułatwi amerykańskie naloty na Wyspy Macierzyste, zakłóci produkcję wojenną i poważnie zaszkodzi morale ludności cywilnej.
Ostateczne japońskie plany obrony Wysp Wulkanicznych zostały ograniczone przez kilka czynników:
- Marynarka wojenna straciła już niemal całą swoją siłę bojową i nie mogła zapobiec kolejnym amerykańskim lądowaniom;
- Straty samolotów w 1944 roku były tak poważne, że nawet jeśli produkcja wojenna nie ucierpiała jeszcze z powodu amerykańskich ataków powietrznych, to łączna siła lotnictwa japońskiego nie mogła wzrosnąć nawet do 3000 samolotów bojowych do marca lub kwietnia 1945 roku;
- Samoloty te nie mogły być używane z baz na Wyspach Macierzystych przeciwko Iwo Jimie, ponieważ ich zasięg nie przekraczał 900 km;
- Dostępne samoloty bojowe musiały zostać zgromadzone, aby bronić Tajwanu i Wysp Macierzystych[11];
- Poważnie brakowało odpowiednio wyszkolonych i doświadczonych lotników, ponieważ duża liczba pilotów i członków załóg zginęła walcząc nad Wyspami Salomona i podczas bitwy na Morzu Filipińskim w połowie 1944 roku.

W powojennym badaniu japońscy oficerowie sztabowi opisali strategię użyte w obronie Iwo Jimy następującymi słowami:

W świetle powyższej sytuacji, widząc, że nie było możliwe przeprowadzenie naszych operacji powietrznych, morskich i lądowych na wyspie Iwo [Jima] w kierunku ostatecznego zwycięstwa, postanowiono, że aby zyskać czas niezbędny do przygotowania obrony Ojczyzny, nasze siły powinny polegać wyłącznie na istniejącym sprzęcie obronnym w tym rejonie, powstrzymując wroga poprzez taktykę opóźniającą. Nawet samobójcze ataki małych grup naszych samolotów armii i marynarki wojennej, niespodziewane ataki naszych okrętów podwodnych i działania jednostek spadochronowych, chociaż skuteczne, można uznać jedynie za strategiczny podstęp z naszej strony. Była to najbardziej przygnębiająca myśl, że nie mieliśmy żadnych dostępnych środków na wykorzystanie strategicznych okazji, które mogły od czasu do czasu pojawić się w trakcie tych operacji

Pod koniec bitwy o Leyte alianci zaplanowali dwumiesięczną przerwę w ofensywie przed planowaną inwazją na Okinawę. Iwo Jima była uważana za strategicznie ważną, ponieważ stanowiła bazę lotniczą dla japońskich myśliwców, które przechwytywały dalekosiężne bombowce B-29 Superfortress. Ponadto Japończycy używali jej do przeprowadzania uciążliwych ataków powietrznych na Wyspy Mariańskie od listopada 1944 do stycznia 1945 roku. Zdobycie Iwo Jimy wyeliminowałoby te problemy. Nowa baza byłaby ponadto dostępna dla myśliwców P-51 Mustang, które mogłyby eskortować i chronić bombowce.
Amerykańskie źródła wywiadowcze były przekonane, że Iwo Jima upadnie w ciągu tygodnia. W świetle optymistycznych raportów wywiadowczych podjęto decyzję o inwazji na Iwo Jimę, a nowa operacja otrzymała kryptonim Detachment.

## Planowanie i przygotowanie

### Przygotowania japońskie

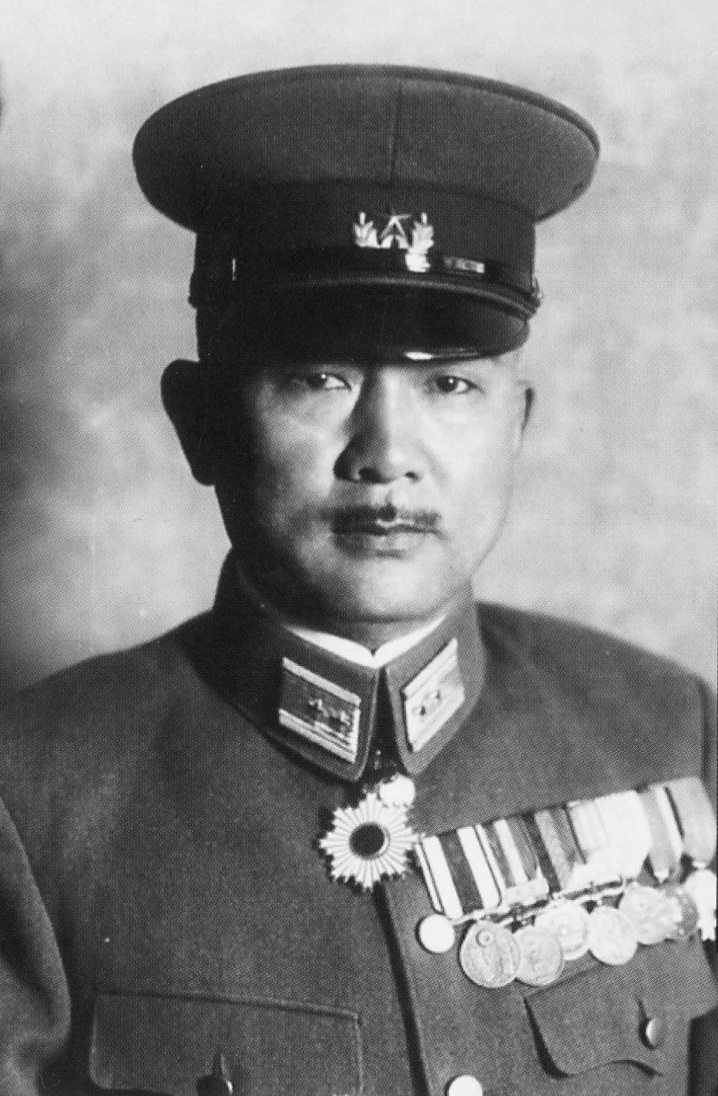
Generał porucznik Tadamichi Kuribayashi

W czerwcu 1944 roku gen. por. Tadamichi Kuribayashi został wyznaczony do dowodzenia obroną Iwo Jimy. Kuribayashi od początku wiedział, że Japonia nie ma szans na wygranie tej bitwy, ale miał nadzieję zgotować hekatombę siłom amerykańskim, tak aby Stany Zjednoczone oraz ich sojusznicy zastanowili się, czy warto jest przeprowadzać inwazję na japońskie Wyspy Macierzyste.
Inspirując się przebiegiem bitwy o Peleliu, Kuribayashi zaprojektował obronę, która zrywała z dotychczasową japońską doktryną wojenną. Zamiast budować umocnienia na plaży, aby bezpośrednio stawić czoła lądowaniom, stworzył silne, wzajemnie wspierające się stanowiska obronne w głębi wyspy, używając statycznej i ciężkiej broni, takiej jak ciężkie karabiny maszynowe i artyleria. Czołgi pod dowództwem płk. Takeichi Nishiego miały być używane jako zakamuflowane stanowiska artyleryjskie. Ponieważ tunel łączący górę Suribachi z głównymi siłami nigdy nie został ukończony, Kuribayashi zorganizował południowy obszar obronny w okolicach góry jako półniezależny sektor, a jego główna strefa obronna została zlokalizowana na północy. Oczekiwane amerykańskie bombardowanie morskie i powietrzne dodatkowo skłoniło do stworzenia rozległego systemu tuneli, które łączyły przygotowane pozycje, tak aby stracony na rzecz wroga schron mógł zostać ponownie zajęty. Taka sieć umocnień wyraźnie sprzyjała obronie. Na przykład bunkier Nanpo (kwatera główna lotnictwa marynarki wojennej obszaru wysp południowych), który znajdował się na wschód od lotniska numer 2, miał wystarczająco dużo żywności, wody i amunicji, aby Japończycy mogli utrzymać się w nim nawet przez trzy miesiące. Bunkier miał głębokość ok. 27 m i tunele biegnące od niego w różnych kierunkach. Wewnątrz kompleksu znajdowało się około pięciuset 200-litrowych beczek wypełnionych wodą, naftą i olejem opałowym do generatorów. Generatory zasilane paliwem umożliwiały działanie radia i oświetlenia pod ziemią.
Do 19 lutego 1945 roku, kiedy Amerykanie wylądowali na wyspie, wykopano 18 km z zaplanowanej sieci 27 km tuneli. Oprócz bunkra Nanpo znajdowały się tam liczne centra dowodzenia i koszary o głębokości 75 stóp. Tunele umożliwiały niezauważone przemieszczanie się wojsk do różnych pozycji obronnych. Na całej wyspie rozmieszczono setki ukrytych stanowisk artyleryjskich i moździerzowych zabezpieczonych minami lądowymi. Wśród japońskiego uzbrojenia znajdowały się moździerze kal. 320 mm i różne rodzaje rakiet. Niemniej jednak japońskie zaopatrzenie było niewystarczające. Wojskom dostarczono tylko ok. 60% przydziałowej amunicji, wystarczającej na jedno starcie z jedną dywizją, a także żywność i paszę dla koni wystarczającą na ok. cztery miesiące.
Rozmieszczono także licznych japońskich snajperów oraz zakamuflowane stanowiska karabinów maszynowych. Kuribayashi specjalnie zaprojektował obronę tak, aby każda część Iwo Jimy była narażona na japoński ogień obronny. Otrzymał również garstkę pilotów kamikaze do użycia przeciwko flocie wroga; na skutek ich ataków podczas bitwy zginęło 318 amerykańskich marynarzy. Jednak wbrew jego woli przełożeni Kuribayashiego na Honsiu nakazali mu wzniesienie kilku umocnień na plaży.
Od 15 czerwca 1944 roku Marynarka Wojenna USA i Siły Powietrzne Armii USA rozpoczęły bombardowania morskie i naloty na Iwo Jimę, które miały stać się najbardziej intensywnymi w całej wojnie na Pacyfiku. Obejmowały one kombinację ostrzału artyleryjskiego z morza i bombardowań lotniczych, które trwały w sumie przez dziewięć miesięcy. Będąc nieświadomymi systemu obrony tunelowej Kuribayashiego, amerykańskie dowództwo założyło, że większość japońskiego garnizonu została zabita przez ciągłe bombardowania.
17 lutego 1945 roku niszczyciel eskortowy USS „Blessman” wysłał Underwater Demolition Team 15 (UDT-15) w kierunku Plaży Niebieskiej w celu przeprowadzenia rozpoznania. Japońska piechota ostrzelała ich, zabiając jednego amerykańskiego nurka. Wieczorem 18 lutego „Blessman” został trafiony bombą z japońskiego samolotu, zginęło 40 marynarzy, w tym 15 członków UDT.

### Bombardowanie przed lądowaniem

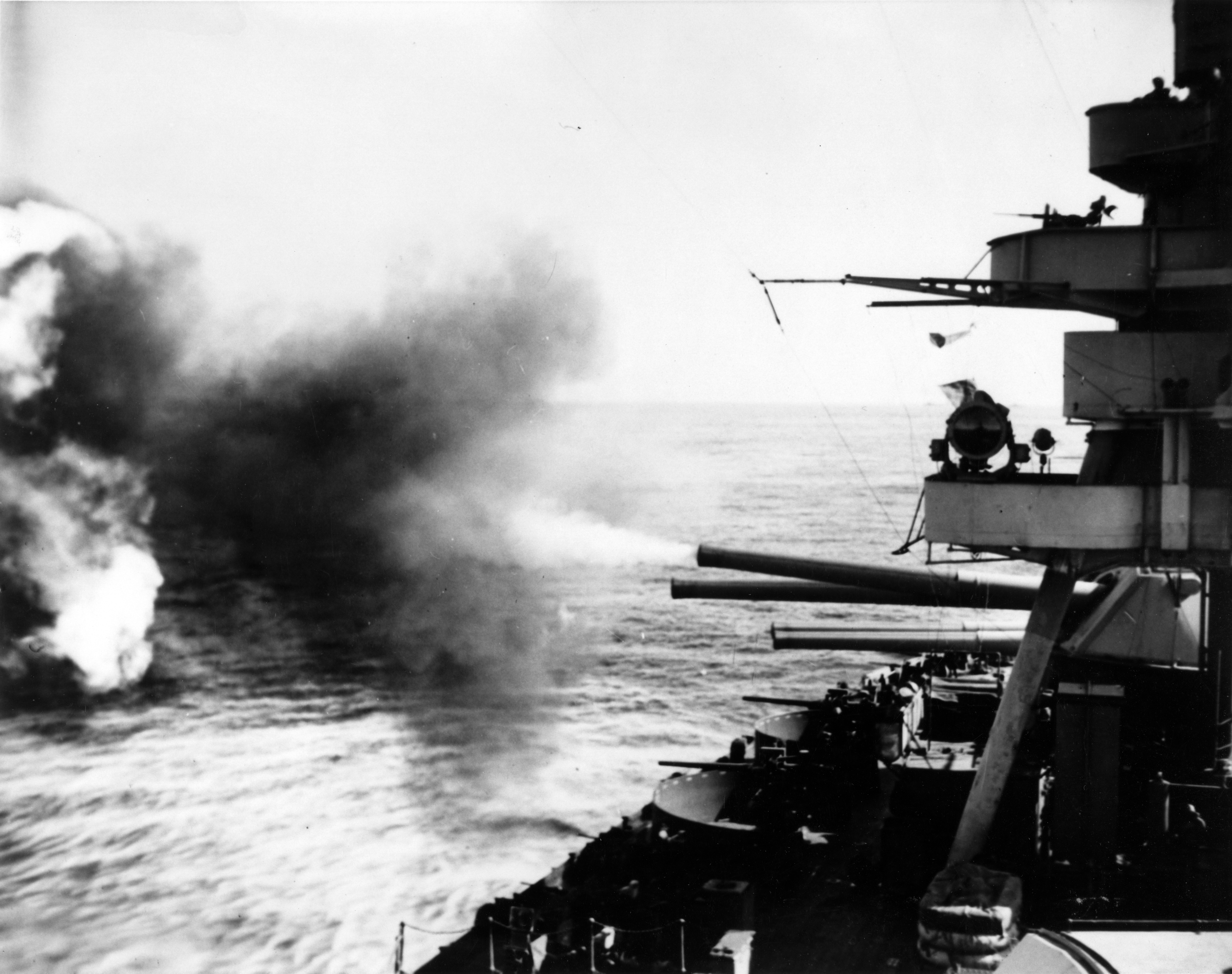
Pancernik USS „New York” ostrzeliwuje wyspę z dział kal. 360 mm, 16 lutego 1945 roku (Dzień D minus 3)

Gen. mjr Harry Schmidt, dowódca sił desantowych piechoty morskiej, poprosił o 10-dniowy intensywny ostrzał wyspy bezpośrednio przed atakiem desantowym w połowie lutego. Jednak kontradmirał William H.P. Blandy, dowódca Sił Wsparcia Amfibijnego (Task Force 52), nie wierzył, że takie bombardowanie da mu czas na uzupełnienie amunicji artylerii okrętowej przed lądowaniem; odrzucił więc prośbę Schmidta. Schmidt poprosił następnie o dziewięć dni ostrzału; Blandy ponownie odmówił i zgodził się jedynie na trzydniowe bombardowanie. Ta decyzja wywołała wiele niezadowolenia wśród żołnierzy piechoty morskiej. Po wojnie gen. por. Holland M. „Howlin’ Mad” Smith, dowódca oddziałów ekspedycyjnych (Task Force 56, która składała się z oddziałów V Korpusu Amfibijnego Schmidta), gorzko narzekał, że brak ognia artyleryjskiego z morza kosztował życie wielu marines podczas całej kampanii.
Każdemu ciężkiemu okrętowi wojennemu przydzielono swój obszar do ostrzału, który po zsumowaniu sektorów wszystkich okrętów obejmował całą wyspę. Każdy okręt wojenny strzelał przez około sześć godzin, po czym robił sobie przerwę. Zła pogoda w Dniu D minus 3 doprowadziła do niepewnych wyników bombardowania tego dnia. W Dniu D minus 2 stało się jasne, ile czasu i staranności Japończycy poświęcili przygotowaniu swoich pozycji artyleryjskich. Gdy ciężki krążownik USS „Pensacola” znalazł się w zasięgu baterii brzegowych, okręt został szybko trafiony 6 razy i poniósł stratę – 17 członków załogi. Później 12 małych jednostek próbujących desantować UDT na brzegu zostało trafionych japońskimi pociskami i szybko wycofało się. Podczas udzielania pomocy tym jednostkom, niszczyciel USS „Leutze” również został trafiony i stracił 7 członków załogi. W Dniu D minus 1 artylerzyści Blandy’ego zostali ponownie ograniczeni przez deszcz i chmury. Schmidt podsumował swoje odczucia, mówiąc: „Otrzymaliśmy tylko około 13 godzin wsparcia ogniowego w ciągu 34 godzin dostępnego światła dziennego”.
Ograniczone bombardowanie miało wątpliwy wpływ na wroga, ponieważ Japończycy byli silnie okopani i ufortyfikowani. Co więcej, kratery pozostawione przez ostrzał zapewniały dodatkową osłonę obrońcom, jednocześnie utrudniając postępy atakujących. Jednak wiele bunkrów i jaskiń zostało zniszczonych podczas bombardowania, co przyniosło pewien ograniczony sukces. Japończycy przygotowywali się do tej bitwy od marca 1944 roku, co dało im znaczną przewagę. W chwili lądowania u wybrzeży Iwo Jimy znajdowało się około 450 amerykańskich okrętów, a w bitwie miało wziąć udział blisko 60 000 amerykańskich żołnierzy piechoty morskiej i kilka tysięcy żołnierzy marynarki wojennej z jednostki Seabees.

## Pierwszy dzień – 19 lutego 1945

### Desant amfibijny

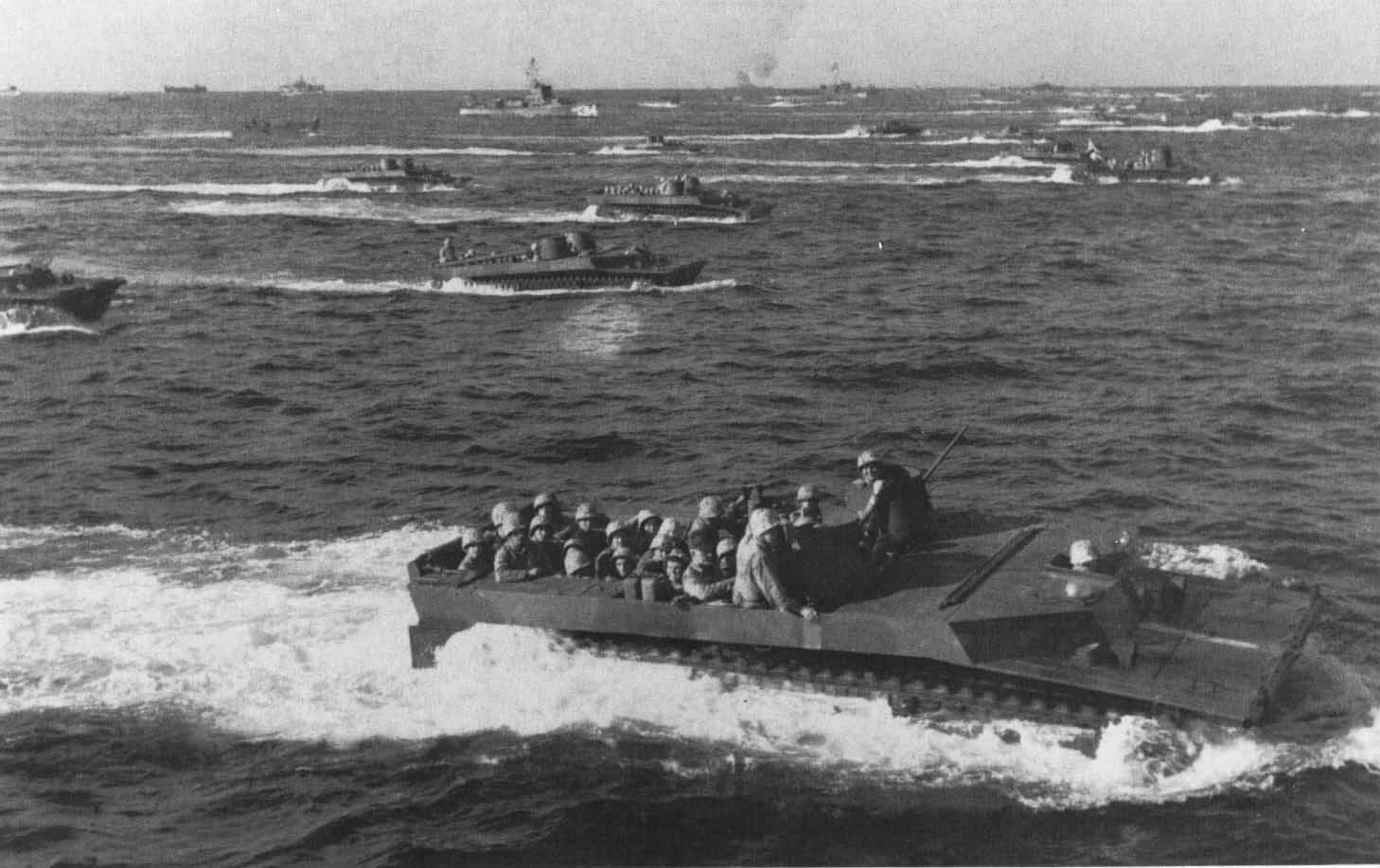
LVT zbliżają się do Iwo Jimy

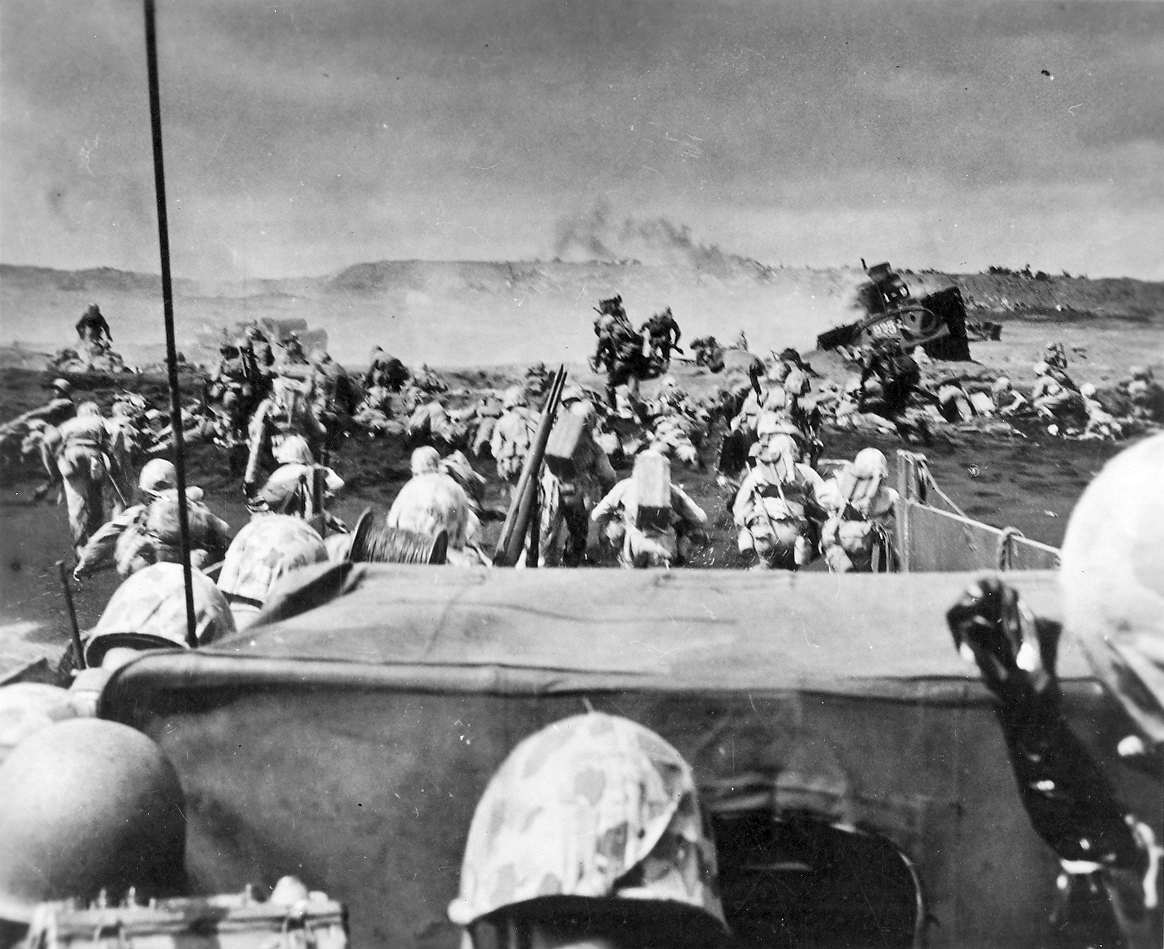
Marines lądują na plaży

W nocy duża grupa lotniskowców wiceadmirała Marca Mitschera, Task Force 58, przybyła do wybrzeży Iwo Jimy. W tej flotylli znajdował się również adm. Raymond Spruance, generalny dowódca inwazji, na swoim okręcie flagowym USS „Indianapolis”. Smith był ponownie głęboko sfrustrowany tym, że potężna grupa lotniskowców Mitschera ostrzeliwała japońskie Wyspy Macierzyste, zamiast osłabiać obronę Iwo Jimy. Jednak lotnicy Mitschera pomogli w dodatkowym bombardowaniu okrętów nawodnych, które towarzyszyło formowaniu okrętów desantowych.
W przeciwieństwie do dni bombardowania przed lądowaniem, D-Day rozpoczął się jasno w warunkach idealnej widoczności. O 8:59, minutę przed planowanym czasem, pierwsza fala marines wylądowała na plażach południowo-wschodniego wybrzeża Iwo Jimy. Pod dowództwem mjr. Howarda Connora, oficera sygnałowego 5 Dywizji Marines, sześciu szyfrantów Nawaho pracowało 24 godziny na dobę przez pierwsze dwa dni bitwy. Ta szóstka wysłała i odebrała ponad 800 wiadomości, wszystkie bezbłędnie. Connor stwierdził później: „Gdyby nie Navajo, marines nigdy nie zdobyliby Iwo Jimy”.

### Sytuacja na plażach
Niestety dla sił desantowych, planiści w Pearl Harbor bardzo źle ocenili sytuację, w jakiej znajdą się marines Schmidta. Plaże zostały opisane jako „doskonałe”, a atak w głąb lądu miał być „łatwy”. Brak energicznej odpowiedzi doprowadził marynarkę wojenną do wniosku, że ich bombardowanie stłumiło japońską obronę, a marines początkowo rozpoczęli zejście na plaże Iwo Jimy w doskonałym porządku. Po umożliwieniu Amerykanom skoncentrowania ludzi i maszyn na plaży przez nieco ponad godzinę, Kuribayashi uruchomił swoją obronę. Wkrótce po 10:00 karabiny maszynowe, moździerze i ciężka artyleria zaczęły ostrzeliwać zatłoczoną plażę.

Na początku było to jak urywany grzechot kul karabinów maszynowych, stopniowo coraz cichszy i bardziej zaciekły, aż w końcu cała stłumiona furia stu huraganów wydawała się rozbijać o głowy Amerykanów. Pociski piszczały i rozbijały się, każdy garb ziemi rozpryskiwał się pod bijącymi kulami, a bardzo miękka gleba pod stopami eksplodowała nad setkami min lądowych... Marines idący wyprostowani zgięli się i upadli. Wstrząsy uniosły ich i rzuciły w dół lub rozerwały

Co więcej, po przejściu przez plażę marines stanęli przed 4,6-metrowymi zboczami miękkiego czarnego popiołu wulkanicznego. Popiół ten nie pozwalał na bezpieczne oparcie ani budowę okopów, które chroniłyby marines przed wrogim ogniem. Jednak popiół pomógł wchłonąć część odłamków japońskiej artylerii.

Marines byli szkoleni, aby poruszać się szybko; tutaj mogli tylko z trudem chodzić. Ciężar i ilość sprzętu były ogromną przeszkodą, a różne przedmioty z ekwipunku były szybko wyrzucane. Pierwszą, która zniknęła, była maska przeciwgazowa

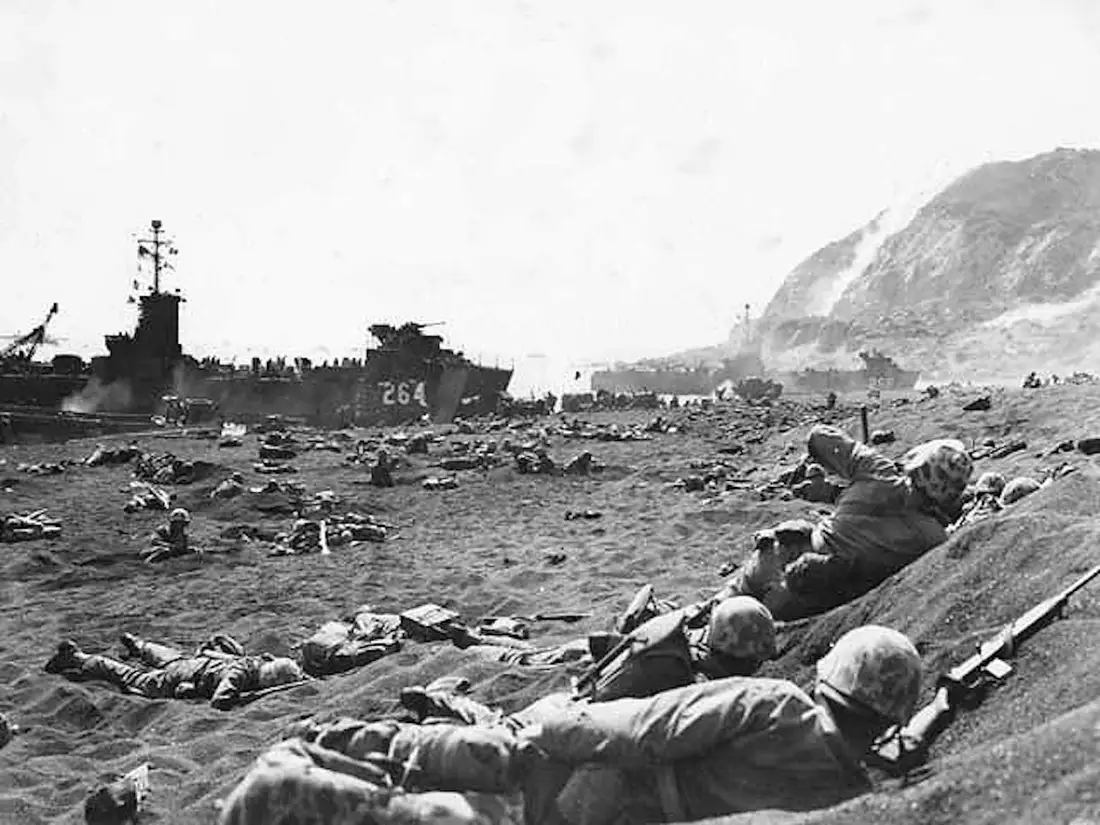
Żołnierze 1. batalionu 23 Pułku Marines okopują się w piasku wulkanicznym na Plaży Żółtej 1. Wyrzucony na brzeg LCI jest widoczny u góry po lewej, a góra Suribachi u góry po prawej

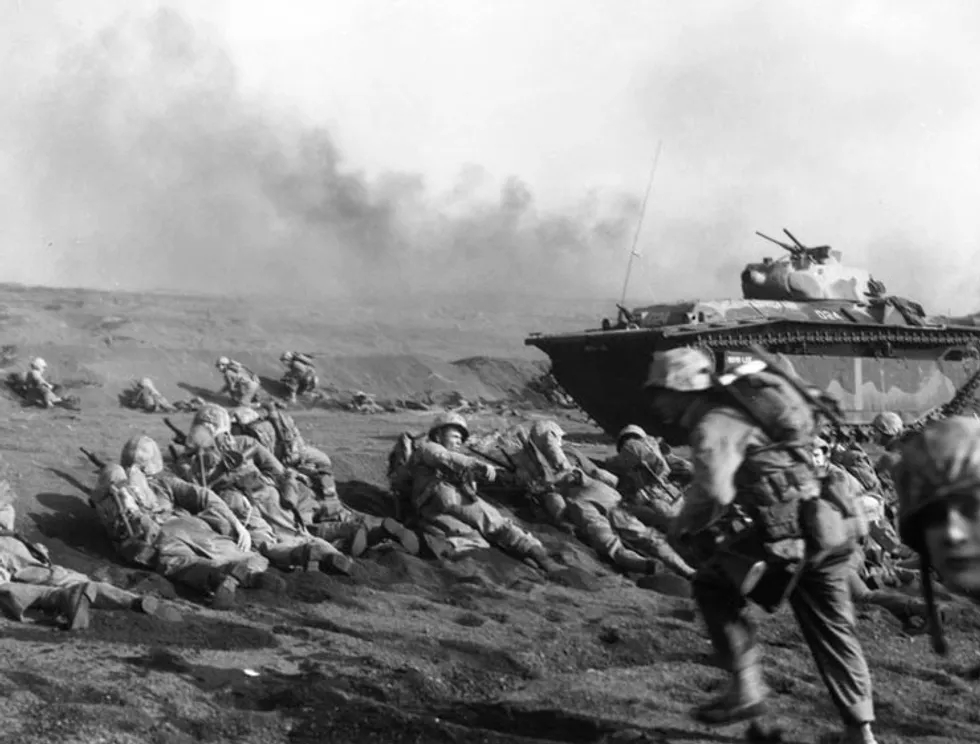
Marines z 2. batalionu 27 Pułku czekają na ruch w głąb lądu na Iwo Jimie, wkrótce po zejściu na ląd 19 lutego 1945 roku. W tle widać okręt desantowy LVT(A)-5. Plaża Czerwona 1

Japońska ciężka artyleria na górze Suribachi otworzyła wzmocnione stalowe wrota schronów, aby oddać salwę, a następnie natychmiast je zamknęła, aby zapobiec ogniowi przeciwbateryjnemu marines i artylerii okrętowej. Utrudniało to amerykańskim jednostkom zniszczenie pozycji japońskich dział. Co gorsza dla Amerykanów, bunkry były połączone z rozbudowanym systemem tuneli, tak że nawet oczyszczone miotaczami ognia i granatami były wkrótce ponownie zajmowane przez japońskie wojska przemieszczające się pod ziemią. Ta taktyka spowodowała wiele ofiar wśród marines, gdy ci przechodzili obok ponownie zajętych bunkrów, nie spodziewając się, że nagle zostaną z nich ostrzelani.
Robert Sherrod, korespondent magazynów „Time” i „Life”, opisał lądowanie jako „koszmar w piekle”.

### Zejście z plaż
Amtraki, nie mogąc złapać przyczepności w czarnym popiele, nie poczyniły żadnych postępów w górę zboczy; piechota morska musiała więc zejść z pojazdów i brnąć dalej pieszo. Żołnierze z 31. i 133. batalionu inżynieryjnego marynarki wojennej, stawiając czoła ogniowi wroga, w końcu zdołali zrównać drogi z plażą. Pozwoliło to marines i pojazdom wreszcie posunąć się w głąb lądu i opuścić zatłoczone plaże. „Mimo to w praktycznie każdym leju po pocisku leżał co najmniej jeden martwy marine”.
Do godziny 11:30 części marines udało się dotrzeć do południowego krańca lotniska nr 1, którego zajęcie było jednym z pierwotnych amerykańskich celów pierwszego dnia bitwy. Marines wytrzymali fanatyczny 100-osobowy atak banzai i udało im się utrzymać pozycję na lotnisku nr 1, gdy zapadła noc.

### Przeprawa przez wyspę
W sektorze najbardziej wysuniętym na lewo Amerykanie zdołali osiągnąć jeden ze swoich celów bitwy tego dnia. Pod dowództwem płk. Harry’ego B. „Harry’ego Horse’a” Liversedge’a 28 Pułk Marines przeciął wyspę w jej najwęższym miejscu, gdzie ma ona szerokość zaledwie około 800 metrów, izolując w ten sposób Japończyków okopanych na górze Suribachi.

### Akcja na prawym skrzydle
Najbardziej wysunięty na prawo obszar lądowania był zdominowany przez japońskie pozycje w kamieniołomie. 25 Pułk Marines podjął dwutorowy atak, aby uciszyć znajdujące się tam działa. Ppor. Benjamin Roselle, członek zespołu naziemnego kierującego ogniem artylerii okrętowej, opisał następujące doświadczenie:

Wśród grupy żołnierzy wybuchł pocisk moździerzowy [...] jego [jednego z żołnierzy] lewa stopa i kostka zwisały z nogi, trzymane tylko przez ścięgno [...] W ciągu kilku minut drugi pocisk wylądował w pobliżu niego, a odłamki rozerwały mu drugą nogę. Przez prawie godzinę zastanawiał się, gdzie wyląduje następny pocisk. Wkrótce miał się o tym przekonać, gdy pocisk eksplodował tuż nad nim, raniąc go po raz trzeci w ramię. Niemal natychmiast kolejna eksplozja wyrzuciła go kilka stóp w powietrze, a gorące odłamki rozerwały oba uda [...] gdy podniósł rękę, by spojrzeć na zegarek, pocisk moździerzowy eksplodował zaledwie kilka stóp dalej i zerwał zegarek z jego nadgarstka, wyrywając dużą, poszarpaną dziurę w przedramieniu: „Zaczynałem rozumieć, jak to jest być ukrzyżowanym” – miał później powiedzieć

3. batalion 25 Pułku Marines wylądował rano w sile około 900 ludzi. Japoński opór w Punkcie Quarry był tak zaciekły, że do zapadnięcia zmroku w stanie zdolności bojowej pozostało zaledwie 150 marines, co daje wynik 83,3% ofiar.
Do wieczora na wyspie wylądowało ok. 30 000 marines. Około 40 000 kolejnych miało zejść na brzeg w kolejnych dniach. Na pokładzie okrętu dowodzenia USS „Eldorado” Smith zobaczył długie raporty o stratach i usłyszał o powolnym postępie sił lądowych. Korespondentom wojennym relacjonującym operację wyznał: „Nie wiem, kim on jest, ale japoński generał, który dowodzi tym przedstawieniem, to sprytny drań”.

## Następne walki

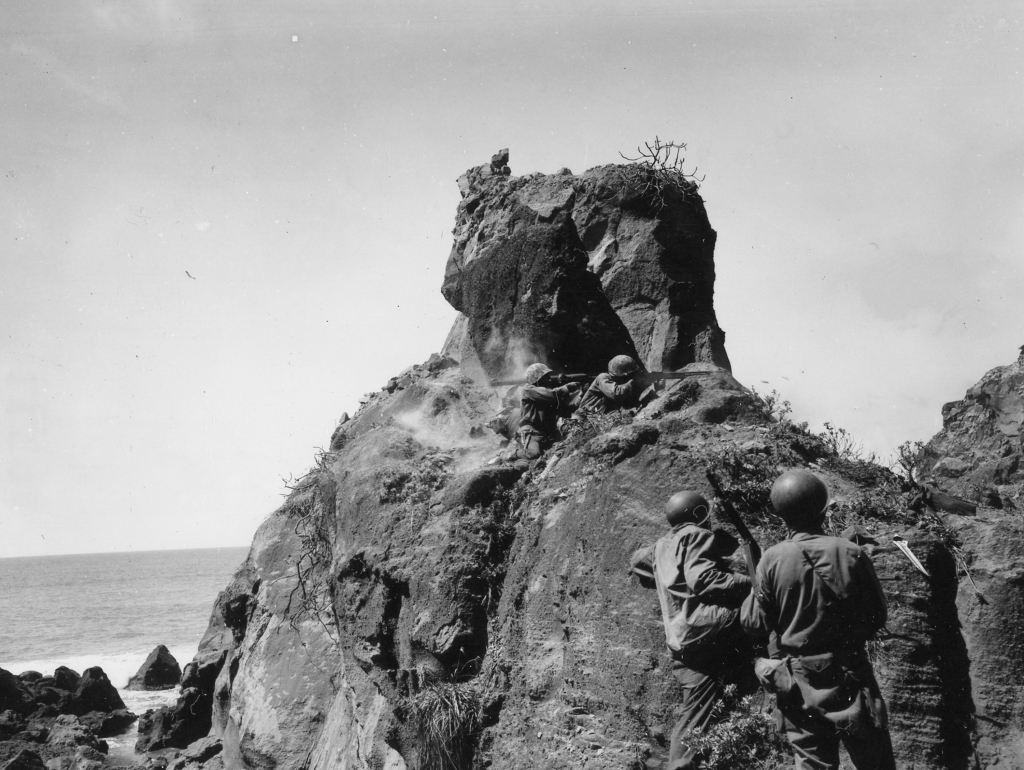
Żołnierze 147 Pułku armii amerykańskiej atakujący silnie ufortyfikowane pozycje japońskie

Po lądowaniu marines spodziewali się zaciekłych japońskich ataków banzai w nocy. Była to standardowa japońska taktyka ostatecznej obrony stosowana w poprzednich bitwach lądowych na Pacyfiku, na przykład podczas bitwy o Saipan. W tych atakach, do których marines byli przygotowani, większość japońskich atakujących została zabita, a siły japońskie przez to znacznie zredukowane. Jednak generał Kuribayashi stanowczo zakazał japońskiej piechocie takich ataków, ponieważ uważał je niepotrzebne marnowanie siły ludzkiej.

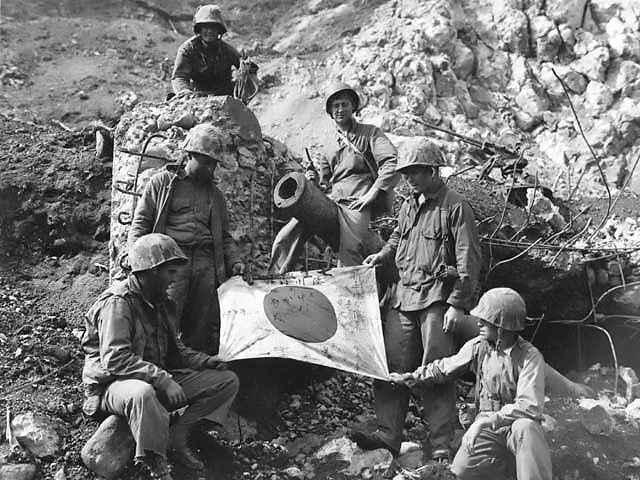
Marines pozują ze zdobytą japońską flagą na szczycie wrogiego bunkra

Walki na przyczółku były bardzo zacięte. Postępy marines zostały zatrzymane przez liczne pozycje obronne wzmocnione działami artyleryjskimi. Tam marines zostali zaatakowani przez japońskie oddziały, które od czasu do czasu wyskakiwały z tuneli. W nocy Japończycy opuszczali swoje pozycje obronne pod osłoną ciemności, aby zaatakować amerykańskie okopy, ale okręty marynarki wojennej USA wystrzeliły pociski smugowe, aby pozbawić ich osłony ciemności. Na Iwo Jimie (i innych wyspach okupowanych przez Japończyków) japońscy żołnierze znający język angielski byli wykorzystywani do oszukiwania marines; krzyczeli „sanitariusz!”, udając rannego Marine, aby zwabić do siebie wrogich sanitariuszy i ich zabić.

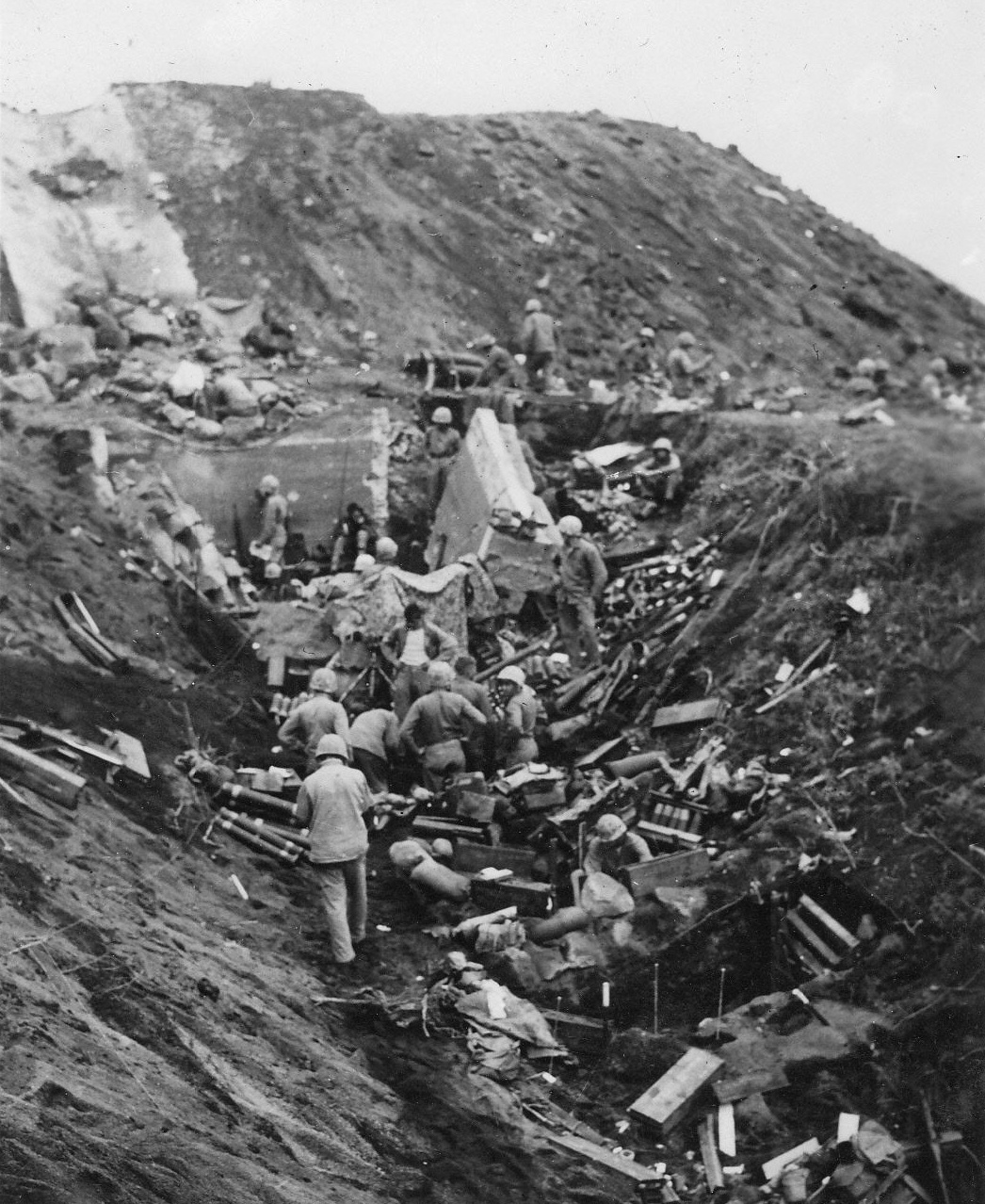
Przepust służy jako ochrona stanowiska dowodzenia 23 Pułku Marines na Iwo Jimie

Marines szybko zauważyli, że broń palna jest stosunkowo mało skuteczna przeciwko okopanym japońskim obrońcom, dlaczego zaczęli skutecznie używać miotaczy ognia i granatów, aby wykurzyć japońskie oddziały z tuneli. Jedna z innowacji technologicznych użytych po raz pierwszy w czasie tej bitwy, osiem średnich czołgów Sherman M4A3R3 wyposażonych w miotacze ognia (czołgi „Ronson” lub „Zippo”), okazała się bardzo skuteczna w oczyszczaniu japońskich pozycji. Shermany były trudne do unieszkodliwienia, tak że obrońcy wyspy często byli zmuszeni do atakowania ich na otwartej przestrzeni, gdzie padali ofiarą przeważającej siły ognia marines.
Bezpośrednie wsparcie lotnicze początkowo zapewniały myśliwce z lotniskowców eskortowych cumujących u wybrzeży wyspy. Następnie przeszło ono w sferę odpowiedzialności 15 Grupy Myśliwskiej, latającej na Mustangach, po jej przybyciu na wyspę 6 marca. Podobnie, pociski smugowe, które były używane do oświetlania pola bitwy w nocy, początkowo wystrzeliwane przez artylerię okrętową, później zostały oddane do użytku artylerii naziemnej sił desantowych. Szyfranci Nawaho nadal byli ważną częścią amerykańskiego systemu łączności, ze swoimi krótkofalówkami i przenośnymi zestawami radiowymi SCR-610.
Po wyczerpaniu większości zapasów wody, żywności i amunicji japońskie wojska pod koniec bitwy stawały się coraz bardziej zdesperowane. Kuribayashi, który sprzeciwiał się atakom banzai na początku bitwy, zdał sobie sprawę, że porażka jest nieunikniona. Marines zaczęli stawiać czoła coraz większej liczbie nocnych ataków; były one odpierane jedynie dzięki połączeniu ognia z pozycji obronnych karabinów maszynowych i wsparcia artyleryjskiego. Wielokrotnie marines musieli toczyć walki wręcz, aby odeprzeć desperackie japońskie ataki. Po zabezpieczeniu obszaru lądowania na wyspie pojawiło się więcej amerykańskich oddziałów i ciężkiego sprzętu, a natarcie ruszyło na północ, aby zdobyć lotniska i resztę wyspy. Większość japońskich żołnierzy walczyła do końca.

## Podniesienie flagi na górze Suribachi

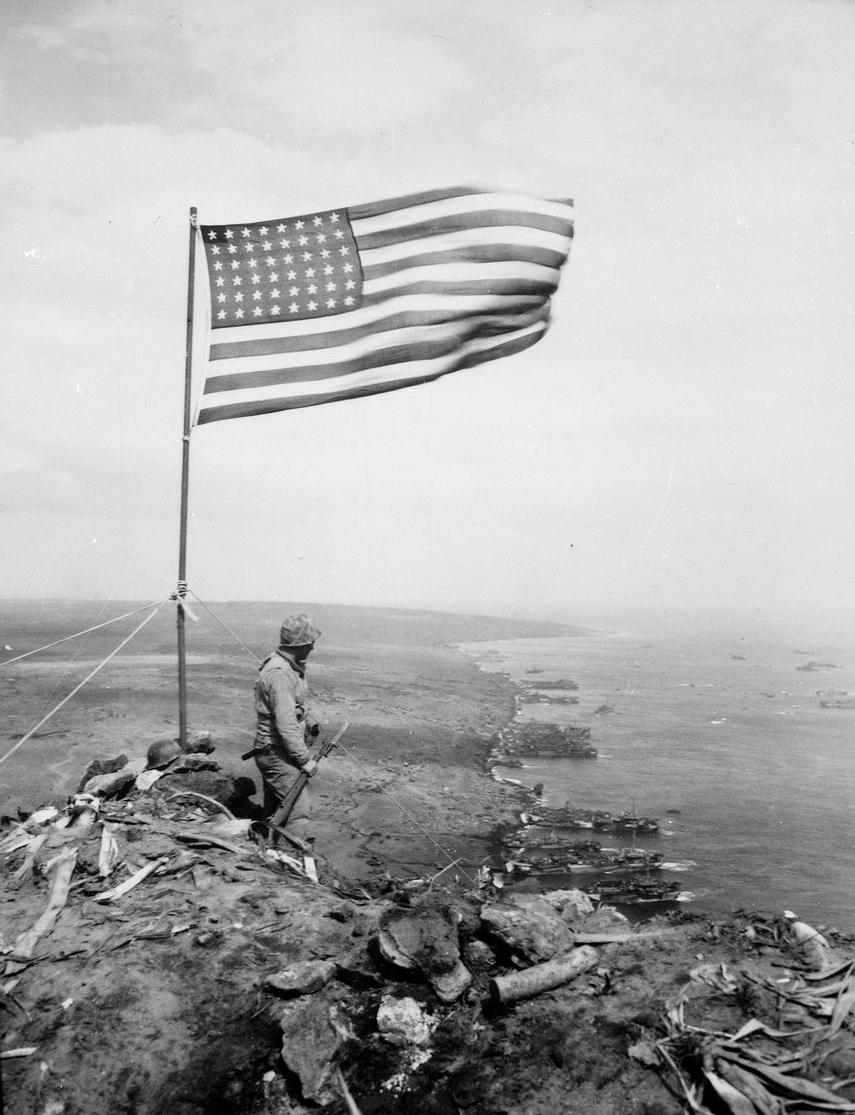
Pierwsza flaga USA nad górą Suribachi

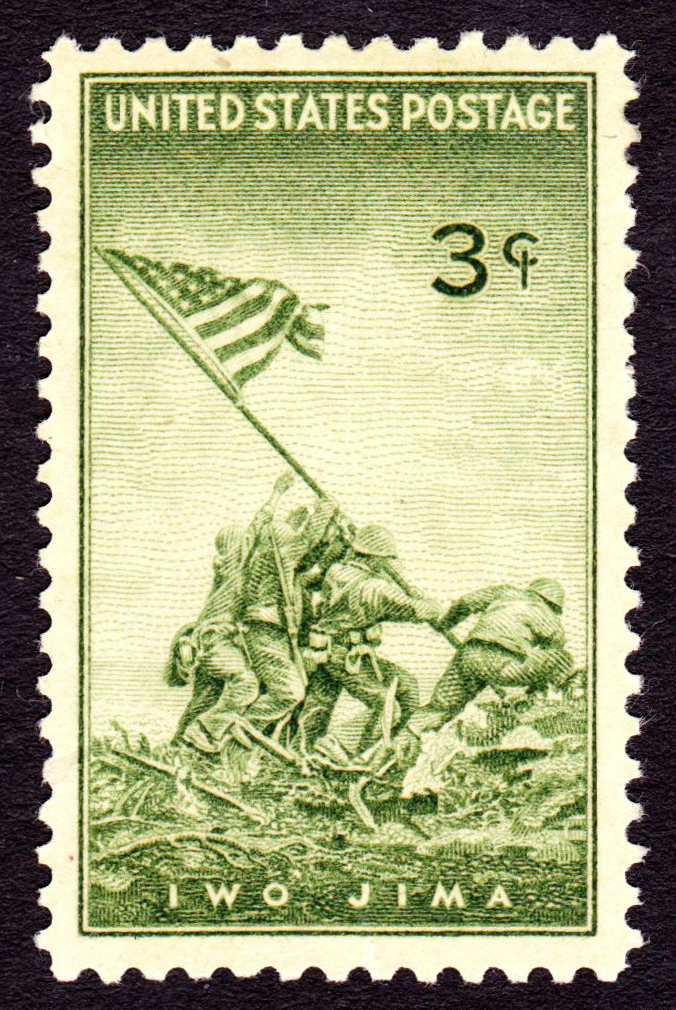
Amerykański znaczek pocztowy z 1945 roku upamiętniający bitwę o Iwo Jimę z rysunkiem na podstawie fotografii z drugiego podniesienia flagi

Sztandar nad Iwo Jimą to czarno-białe zdjęcie wykonane przez Joego Rosenthala przedstawiające sześciu marines z kompanii E 2. batalionu 28 Pułku Marines, podnoszących flagę USA na szczycie góry Suribachi 23 lutego 1945 roku, co było drugim z dwóch podniesień flagi na tym miejscu tego dnia. Zdjęcie cieszyło się ogromną popularnością i było przedrukowywane w tysiącach publikacji. Później stało się jedynym zdjęciem, które zdobyło Nagrodę Pulitzera za fotografię w tym samym roku, w którym zostało opublikowane i ostatecznie zostało uznane za jedno z najważniejszych i najbardziej rozpoznawalnych fotografii II wojny światowej, a prawdopodobnie także za najczęściej reprodukowane zdjęcie wszech czasów. Sztandar nad Iwo Jimą został później wykorzystany przez Felixa de Weldona jako wzór do wyrzeźbienia słynnego pomnika Marine Corps War Memorial, który znajduje się obok Cmentarza Narodowego w Arlington od 1954 roku.
Trzech z sześciu żołnierzy piechoty morskiej przedstawionych na fotografii, sierż. Michael Strank, kpr. Harlon Block i szer. Franklin Sousley, zginęło w akcji kilka dni po podniesieniu flagi. Ocaleli: szer. Ira Hayes, szer. Rene Gagnon i sanitariusz marynarki wojennej, mat–sanitariusz II klasy John Henry Bradley stali się celebrytami po wzięciu udziału w ogólnoamerykańskiej trasie, podczas której reklamowali sprzedaż obligacji wojennych. Trzy kolejne dochodzenia komisji śledczych Korpusu Piechoty Morskiej w sprawie tożsamości sześciu mężczyzn na zdjęciu wykazały: w 1946 i 1947 roku, że Harlon Block został błędnie zidentyfikowany jako Henry Hansen (obaj zginęli sześć dni po zrobieniu zdjęcia); w maju i czerwcu 2016 roku, że John Bradley nie był na zdjęciu, a był nim szer. Harold Schultz; a w 2019 roku, że Rene Gagnon nie znajdował się na zdjęciu, a w rzeczywistości uwieczniono na nim szer. Harolda Kellera.
Do rana 23 lutego góra Suribachi została skutecznie odcięta od reszty wyspy. Marines wiedzieli, że istnieje pod nią rozległa sieć podziemnych umocnień i że pomimo izolacji nad ziemią wewnątrz wulkanu nadal mógł ukrywać się przeciwnik. Spodziewali się więc zaciętej walki o szczyt. Dwa małe patrole z dwóch kompanii strzeleckich z 2. batalionu 28 Pułku Marines zostały wysłane na wulkan w celu rozpoznania tras na północnej ścianie góry. Patrole rozpoznawcze dotarły na szczyt i zeszły z powrotem, zgłaszając wszelkie kontakty z wrogiem dowódcy 2. batalionu 28 Pułku Marines, ppłk. Chandlerowi W. Johnsonowi.
Johnson sformował wzmocniony patrol wielkości plutonu z kompanii E do wspięcia się na górę Suribachi i zajęcia szczytu. Dowódca tego patrolu, por. Harold Schrier, otrzymał flagę batalionu, która miała zostać podniesiona na szczycie, aby zasygnalizować zdobycie Suribachi. Johnson i jego marines spodziewali się ciężkich walk, ale patrol napotkał tylko sporadyczny ogień snajperski w drodze na górę. Gdy szczyt został zabezpieczony, znaleziono tam wśród porozrzucanych szczątków kawałek japońskiej rury wodociągowej. Flaga została przymocowana do tej rury, a następnie podniesiona i osadzona na szczycie góry Suribachi, stając się pierwszą obcą flagą powiewającą kiedykolwiek na japońskiej ziemi. Zdjęcia pierwszej flagi i niektórych członków patrolu zostały wykonane przez fotografa Korpusu Piechoty Morskiej Louisa R. Lowery’ego, który towarzyszył patrolowi Schriera w drodze na górę.
Gdy pierwsza flaga powiewała już nad wyspą, Sekretarz Marynarki Wojennej James Forrestal właśnie wylądował na plaży u podnóża góry Suribachi i postanowił, że chce mieć tę flagę jako pamiątkę. Johnson uważał, że flaga należała do 2. batalionu 28 Pułku Marines, który zdobył tę część wyspy. Wczesnym popołudniem Johnson wysłał Gagnona, posłańca ze swojego batalionu do kompanii E, aby wniósł większą flagę na wulkan, zastępując pierwszą mniejszą i mniej widoczną. Drugą flagę przymocowano do cięższej części rury i podniesiono przez sześciu marines, podczas gdy mniejsza flaga została zdjęta i dostarczona do kwatery głównej batalionu. To właśnie podczas drugiego podnoszenia flagi Rosenthal wykonał kultową fotografię Sztandar nad Iwo Jimą. Druga flaga powiewała na górze Suribachi aż do jej zdjęcia 14 marca, kiedy to podniesiono trzecią amerykańską flagę podczas oficjalnej ceremonii w dowództwie V Korpusu Amfibijnego u podnóża góry Suribachi. Oficjalne podniesienie flagi zostało zorganizowane na rozkaz gen. Smitha, a uczestniczyli w nim gen. Graves B. Erskine i żołnierze 3 Dywizji Marines.

## Północna Iwo Jima

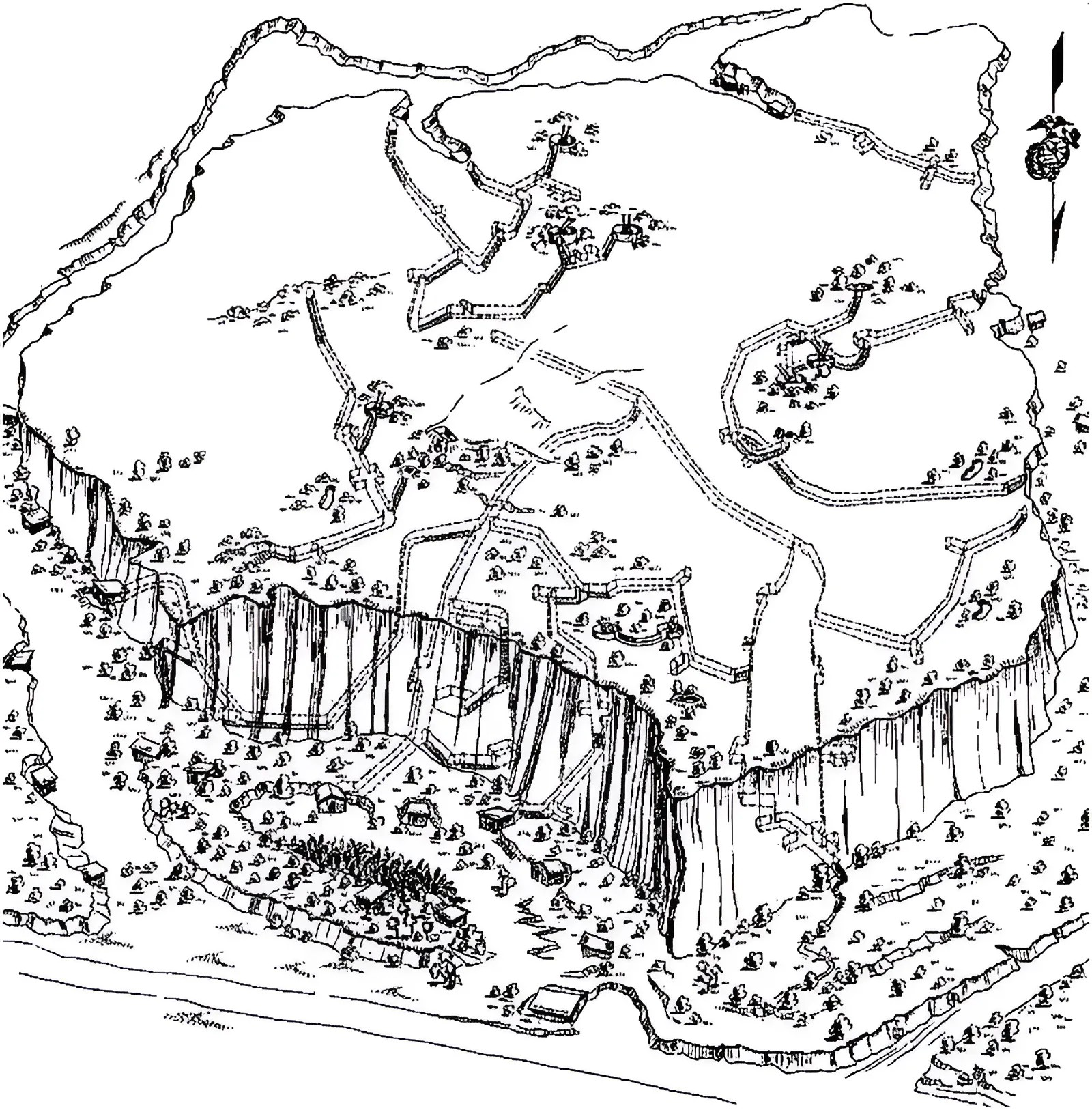
Szkic Wzgórza 362A, wykonany przez 31. batalion inżynieryjny marynarki wojennej USA. Linie przerywane pokazują japoński system tuneli

Pomimo utraty przez Japończyków góry Suribachi na południowym krańcu wyspy, obrońcy nadal utrzymywali silne pozycje w jej północnej części. Skalisty teren zdecydowanie sprzyjał obronie, nawet bardziej niż góra Suribachi, którą znacznie łatwiej było trafić ogniem artylerii okrętowej. W połączeniu z tym faktem fortyfikacje zbudowane przez Kuribayashiego na północny były znacznie bardziej imponujące niż te na południowym krańcu wyspy. Pod dowództwem Kuribayashiego pozostało osiem batalionów piechoty, pułk czołgów oraz dwa bataliony artylerii i trzy bataliony ciężkich moździerzy. Na wyspie przebywało też jeszcze około 5000 artylerzystów i żołnierzy japońskiej piechoty morskiej. Najtrudniejszym zadaniem postawionym teraz przed marines było zdobycie płaskowyżu Motoyama z charakterystycznym Wzgórzem 382 i Wzgórzem Indyka (ang. Turkey knob) oraz obszarem położonym pomiędzy nimi zwanym Amfiteatrem. Stanowiło to podstawę pozycji obronnej, która stała się później znana jako „maszynka do mielenia mięsa” (meatgrinder). Podczas gdy na prawym skrzydle osiągano te cele, lewe skrzydło z równym trudem oczyszczało Wzgórze 362.
Głównym celem Amerykanów w tym momencie bitwy było przejęcie kontroli nad lotniskiem nr 2 położonym w centrum wyspy. Jednak każda „penetracja wydawała się być katastrofą”, ponieważ „jednostki były ostrzeliwane z flanek, rozpraszane, a czasami zmiatane z powierzchni ziemi. Czołgi były niszczone przez ogień blokujący lub wysadzane w powietrze w tryskających kulach ognia z zakopanych min”. W rezultacie walki ugrzęzły w miejscu, a straty Amerykanów rosły. Nawet zdobycie punktów umocnionych nie było rozwiązaniem problemu, ponieważ wcześniej zabezpieczona pozycja mogła zostać zaatakowana od tyłu, z wykorzystaniem systemu tuneli i ukrytych schronów. W związku z tym marines „mogli zająć te wzgórza w dowolnym momencie, a potem tego żałować”.

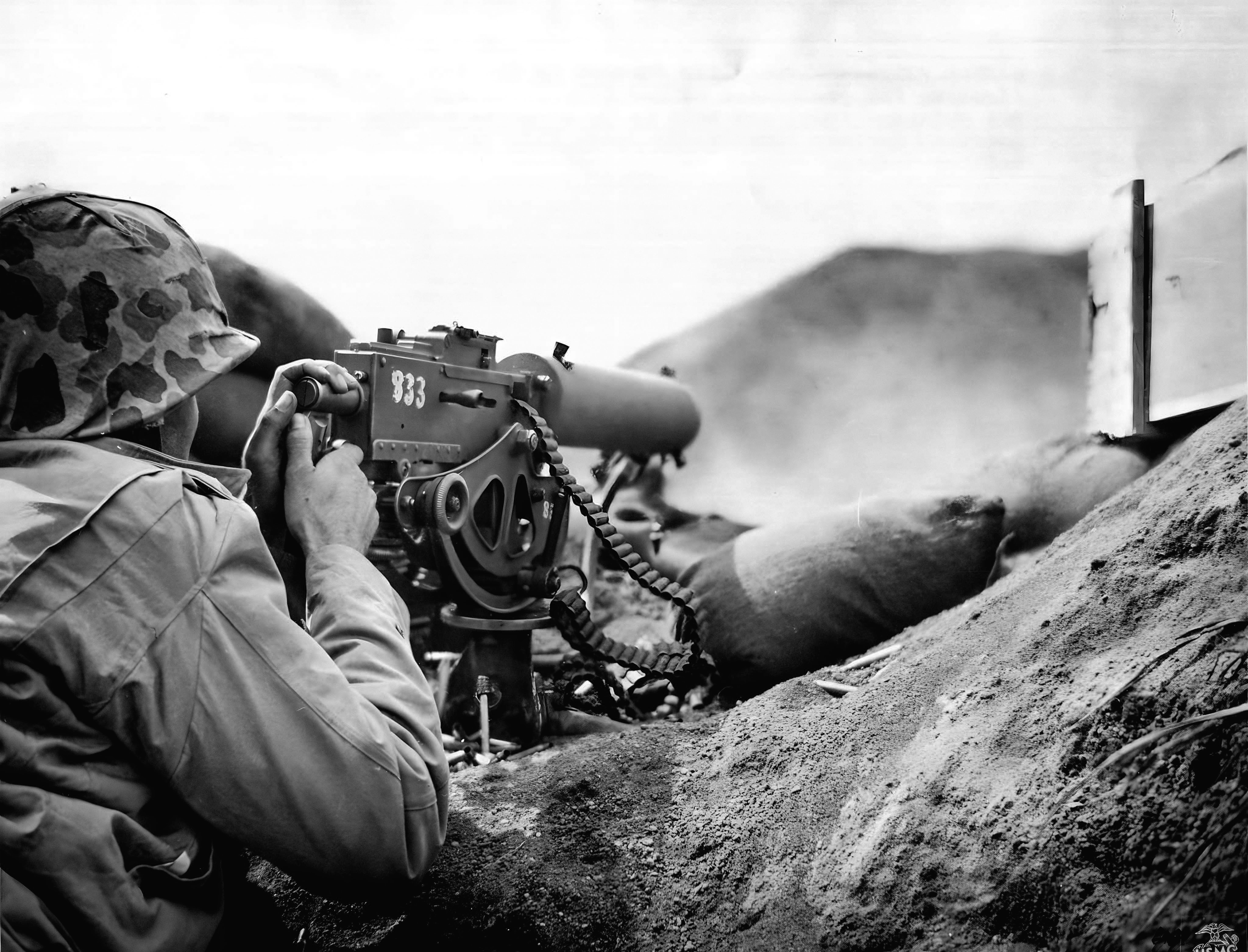
Marines prowadzący ogień do Japończyków z karabinu maszynowego Browning M1917

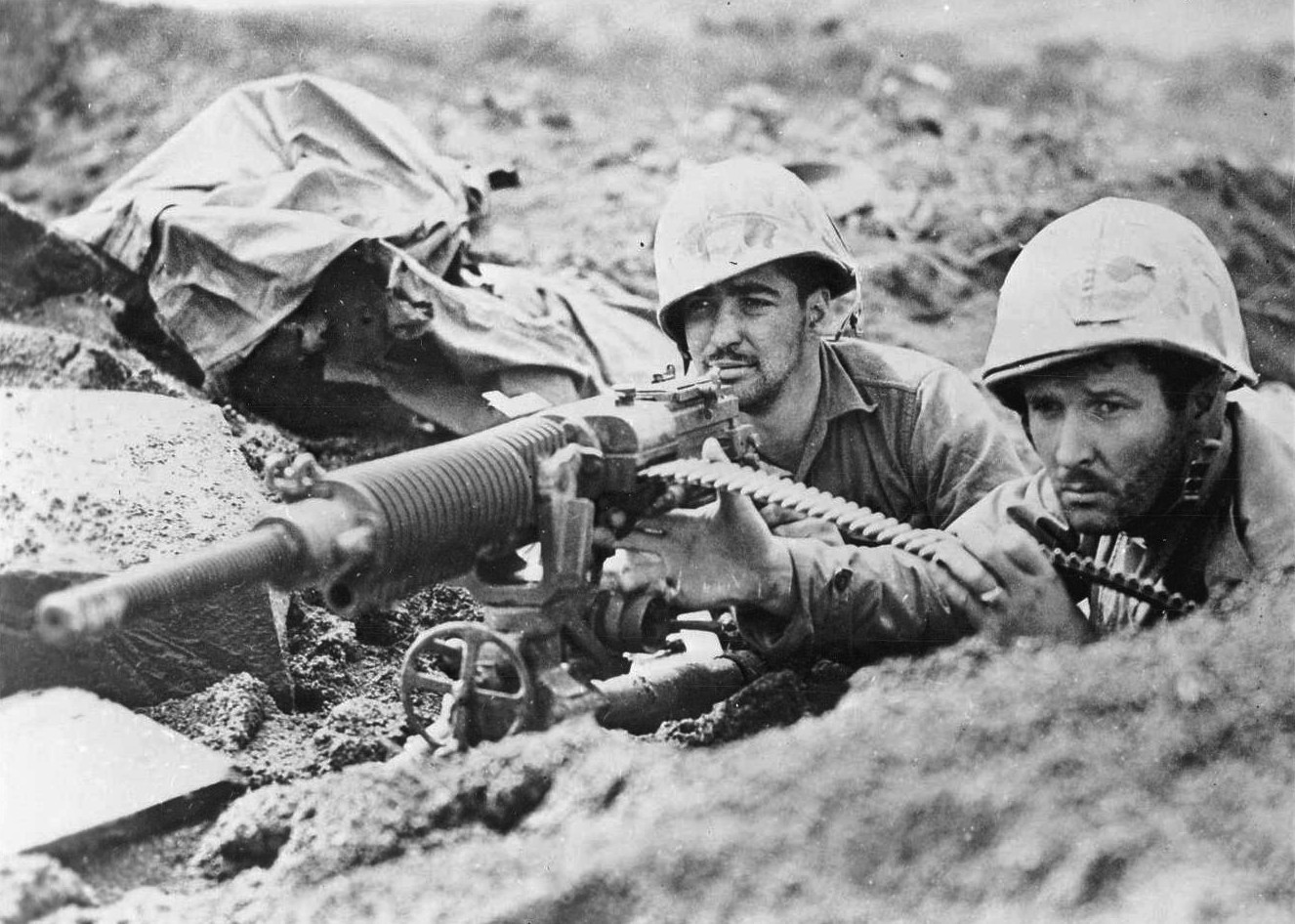
Dwóch marines używających karabinu maszynowego Typ 3 zdobytego na Japończykach

Zaobserwowano, że podczas ostrzału Japończycy chowali się ze swoimi karabinami w jaskiniach tylko po to, by pojawić się ponownie, gdy amerykańskie wojska nacierały i ostrzeliwały ich niszczycielskim ogniem. Japończycy z czasem nauczyli się podstawowej amerykańskiej taktyki, która polegała na intensywnym bombardowaniu przed atakiem piechoty. W związku z tym Erskine nakazał 9 Pułkowi Marines atak pod osłoną ciemności bez przygotowania artyleryjskiego. Takie podejście okazało się wielkim sukcesem, ponieważ wielu japońskich żołnierzy zginęło, gdy jeszcze spali. Był to kluczowy moment w zdobywaniu Wzgórza 362.
Miało to tak duże znaczenie, że Japończycy zorganizowali potężny kontratak następnej nocy. Chociaż Kuribayashi zakazał ataków samobójczych, znanych z innych bitew na Pacyfiku, dowódca tego obszaru zdecydował się na szarżę banzai z optymistycznym celem odzyskania góry Suribachi. Wieczorem 8 marca kpt. Samaji Inouye i jego 1000 ludzi zaatakowało amerykańskie linie, zadając przeciwnikowi straty w liczbie 347 żołnierzy (z czego 90 zabitych). Następnego dnia Amerykanie naliczyli ciała 784 poległych japońskich żołnierzy. Tego samego dnia oddziały 3 Dywizji Marines dotarły do północnego wybrzeża wyspy, dzieląc obronę Kuribayashiego na dwie części. 21 lutego doszło również do ataku powietrznego kamikaze (jedynego w ciągu całej bitwy) na okręty zakotwiczone na morzu, w wyniku którego zatopiono lotniskowiec eskortowy USS „Bismarck Sea”, poważnie uszkodzono lotniskowiec USS „Saratoga” i lekko uszkodzono lotniskowiec eskortowy USS „Lunga Point”, a także jeden LST i transportowiec.
Chociaż wyspa została uznana za bezpieczną o godzinie 18:00 16 marca (25 dni po lądowaniu), 5 Dywizja Marines nadal stawiała czoła ostatniej twierdzy Kuribayashiego w wąwozie o długości 640 m na północno-zachodnim krańcu wyspy. 21 marca marines zniszczyli stanowisko dowodzenia w wąwozie czterema tonami materiałów wybuchowych, a 24 marca okrążyli pozostałe jaskinie na północnym krańcu wyspy. Jednak w nocy 25 marca 300-osobowy japoński oddział rozpoczął ostatni kontratak w pobliżu lotniska nr 2. Zaskoczeni piloci armii, seabees i marines z 5. batalionu saperów i 28 Pułku Marines walczyli z siłami japońskimi przez 90 minut, ponosząc ciężkie straty (53 zabitych i 120 rannych).
Chociaż nadal jest to przedmiotem dyskusji z powodu sprzecznych relacji ocalałych japońskich weteranów bitwy, mówi się, że Kuribayashi osobiście poprowadził to ostatnie natarcie, który w przeciwieństwie do głośnych szarż banzai z poprzednich bitew, zostało scharakteryzowane jako cichy atak. Gdyby kiedykolwiek udało się to potwierdzić, Kuribayashi byłby najwyższym rangą japońskim oficerem, który osobiście dowodził atakiem piechoty podczas II wojny światowej. Ponadto byłoby to również odejście od praktyki wyższych dowódców japońskich popełniających rytualne seppuku daleko za linią frontu, podczas gdy niżsi rangą żołnierze ginęli w szarży banzai, jak to miało miejsce podczas bitew o Saipan i Okinawę. Wyspa została ostatecznie uznana za bezpieczną o godzinie 9:00 26 marca.
Po oficjalnym zakończeniu bitwy 147 Pułk Piechoty armii amerykańskiej został wysłany na Iwo Jimę, aby pełnić służbę garnizonową, ale wkrótce znalazł się w środku zaciętej walki z tysiącami obrońców toczących desperacką kampanię partyzancką. Wykorzystując dobrze zaopatrzone jaskinie i systemy tuneli, Japończycy nękali amerykańskie oddziały okupujące wyspę. Przez trzy miesiące 147 Pułk Piechoty przeszukiwał wyspę, używając miotaczy ognia, granatów i ładunków wybuchowych, zabijając 1602 japońskich żołnierzy. 15 amerykańskich żołnierzy zginęło w tych akcjach oczyszczających, a kolejnych 144 zostało rannych. Pułkowi z Ohio przypisuje się również schwytanie 867 Japończyków w tym okresie; w połączeniu z liczbą zabitych stanowi to ponad 10% liczebności pierwotnego japońskiego garnizonu.

## Znaczenie miotaczy ognia

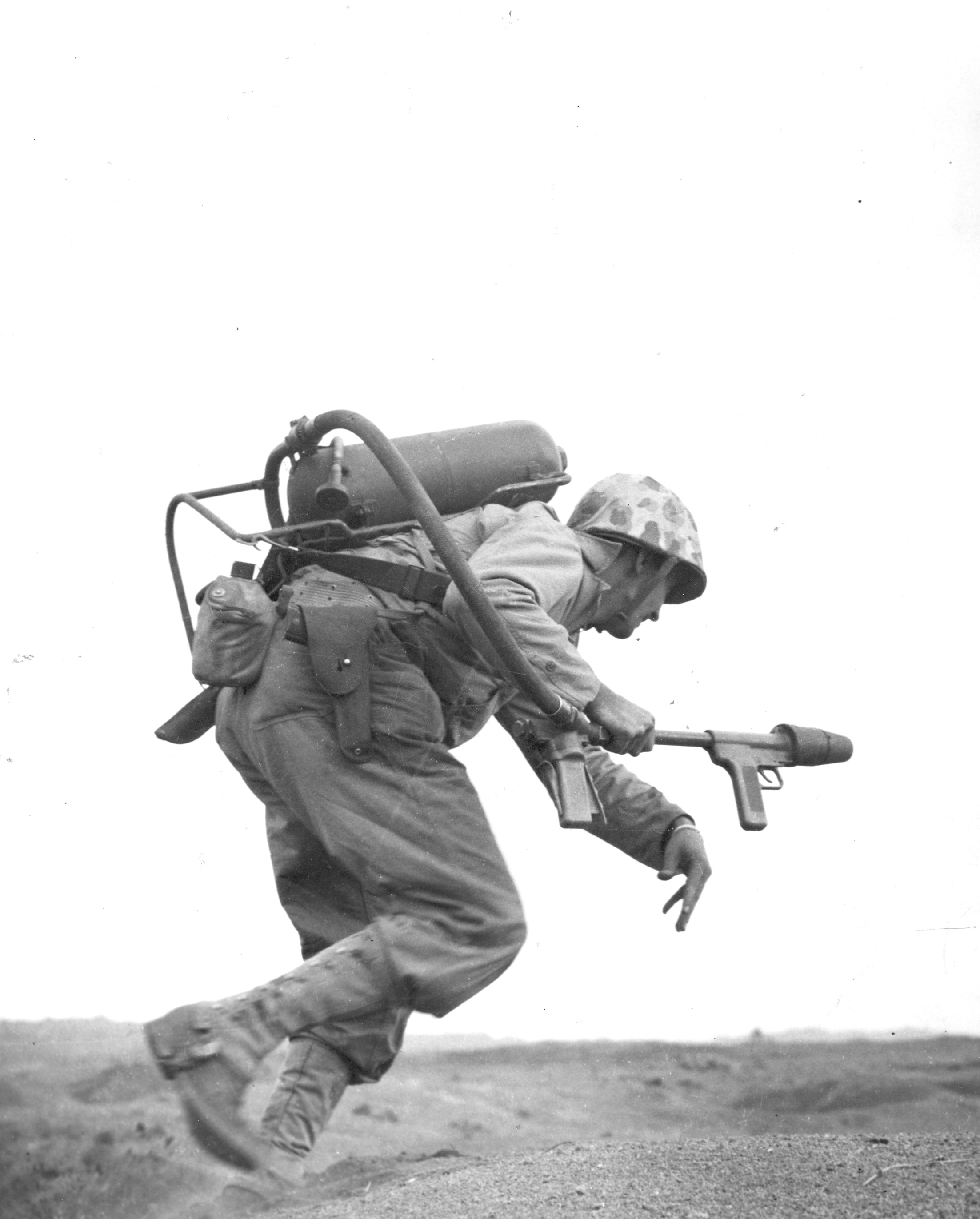
Operator miotacza ognia z kompanii E 2. batalionu 9 Pułku 3 Dywizji Marines biegnie pod ostrzałem na Iwo Jimie

Miotacz ognia M2 był intensywnie używany podczas wojny na Pacyfiku. Broń ta posiada dwa zbiorniki zawierające paliwo i sprężony gaz, które są łączone i zapalane, aby wytworzyć strumień płonącej cieczy z lufy miotacza.
Te miotacze ognia były używane do eliminowania Japończyków w schronach, okopach i jaskiniach. Każdy batalion przydzielał jeden miotacz ognia na pluton, a także jeden miotacz rezerwowy w każdej grupie. Operatorzy miotaczy ognia znajdowali się zazwyczaj w większym niebezpieczeństwie niż zwykli żołnierze, ponieważ krótki zasięg ich broni wymagał podejścia bliżej do wroga, a widoczność płomieni na polu bitwy czyniła ich łatwym do zlokalizowania celem. Mimo to byli często niezbędni do pokonania okopanego wroga.
Dla lepszej ochrony miotacze ognia były montowane na czołgach, a jeden z dowódców batalionu nazwał je „najlepszą bronią tej operacji”, 586 Przed bitwą o Saipan Korpus Piechoty Morskiej pozostawił budowę czołgów z miotaczami ognia armii. Marines złożyli w armii zamówienie na dziewięć takich czołgów na każdą dywizję Korpusu. W Schofield Barracks na Hawajach ściśle tajna „Grupa Miotaczy Ognia” płk. Unmachta pozyskała osiem czołgów średnich M4A3 Sherman, które miały zostać przekształcone na potrzeby operacji Detachment. Jego Seabees ze 117. batalionu inżynieryjnego marynarki wojennej połączyli najlepsze cechy trzech różnych jednostek ogniowych: miotacza ognia Ronson, Navy model I i Navy Mk-1, co wkrótce doprowadziło do opracowania znacznie lepszego CB-H2. Korpus Chemiczny Armii Stanów Zjednoczonych różnie identyfikował te czołgi: jako POA-CWS-H1 (Pacific Ocean Area-Chemical Warfare Section-Hawaii), CWS-POA-H2, CWS-POA-H1 H2 lub zmechanizowane miotacze ognia CWS-„75”-H1 H2. Dokumenty obserwatorów piechoty morskiej i armii z Iwo Jimy określają je jako CB-Mk-1 lub CB-H1. Marines walczący w linii nazywali je po prostu Mark I. Oficjalne oznaczenie Korpusu Piechoty Morskiej to „M4 A3R5”. Japończycy nazywali je czołgami M1, przy czym przypuszcza się, że robili to z powodu błędnego tłumaczenia nazwy „MH-1”.
Na Iwo Jimie wszystkie czołgi z miotaczami ognia wylądowały pierwszego dnia operacji i weszły do akcji w Dniu D+2, początkowo używane bardzo oszczędnie. W miarę postępu bitwy jednostki piechoty z miotaczami ognia poniosły straty sięgające 92%, pozostawiając niewielu żołnierzy przeszkolonych w używaniu tej broni. Coraz częściej wzywano więc czołgi z miotaczami ognia Mark-1, do tego stopnia, że piechota morska uzależniła się od nich i wstrzymywała atak, dopóki nie pojawił się czołg z miotaczem ognia. Ponieważ każdy batalion czołgów miał tylko cztery takie maszyny, były one gromadzone w jednostkach i wysyłane z miejsc postoju w miarę postępu bitwy. Pod koniec bitwy czołgi 5 Pułku Marines zużywały od 19 000 do 38 000 litrów napalmu dziennie.

## Następstwa
Ostatni japońscy obrońcy Iwo Jimy, w tym dwaj żołnierze por. Toshihiko Ohno, Yamakage Kōfuku i Matsudo Rikio, przetrwali cztery lata na wyspie i ostatecznie poddali się 6 stycznia 1949 roku.
Choć bezsprzeczne, amerykańskie zwycięstwo na Iwo Jimie było niezwykle kosztowne. Według Biblioteki Departamentu Marynarki Wojennej „36-dniowy atak spowodował ponad 26 000 ofiar wśród Amerykanów, w tym 6800 zabitych”. Dla porównania, znacznie dłuższa, 82-dniowa bitwa o Okinawę, trwająca od początku kwietnia do połowy czerwca 1945 roku (z udziałem pięciu dywizji armii i dwóch dywizji piechoty morskiej) spowodowała ponad 62 000 ofiar wśród Amerykanów, z czego ponad 12 000 poległo lub zaginęło. Iwo Jima była również jedyną bitwą Korpusu Piechoty Morskiej, w której łączna ilość strat amerykańskich przewyższyła straty japońskie, chociaż liczba ofiar śmiertelnych wśród Japończyków była trzykrotnie większa niż zabitych Amerykanów. Dwóch amerykańskich marines zostało schwytanych podczas bitwy, żaden z nich nie przeżył krótkiej niewoli.
USS „Bismarck Sea” został bezpowrotnie stracony, był to ostatni amerykański lotniskowiec zatopiony w czasie II wojny światowej. 20 myśliwców F4F Wildcat i 11 torpedowców TBF Avenger zatonęło wraz z nim. Ponadto USS „Saratoga” został tak poważnie uszkodzony, że nie brał już udziału w walkach ani nawet w działaniach transportowych do końca wojny. Później stał się okrętem szkoleniowym. 31 myśliwców F6F Hellcat i 9 torpedowców TBM Avenger zostało zniszczonych przez jedyny atak kamikaze na „Saratogę” . Ponieważ wszyscy cywile z wyspy zostali ewakuowani, na Iwo Jimie nie było ofiar cywilnych.
Amerykańska okupacja Iwo Jimy trwała do 1968 roku. Obecnie na wyspie znajduje się baza Japońskich Morskich Sił Samoobrony, w zasadzie niedostępna dla osób postronnych.

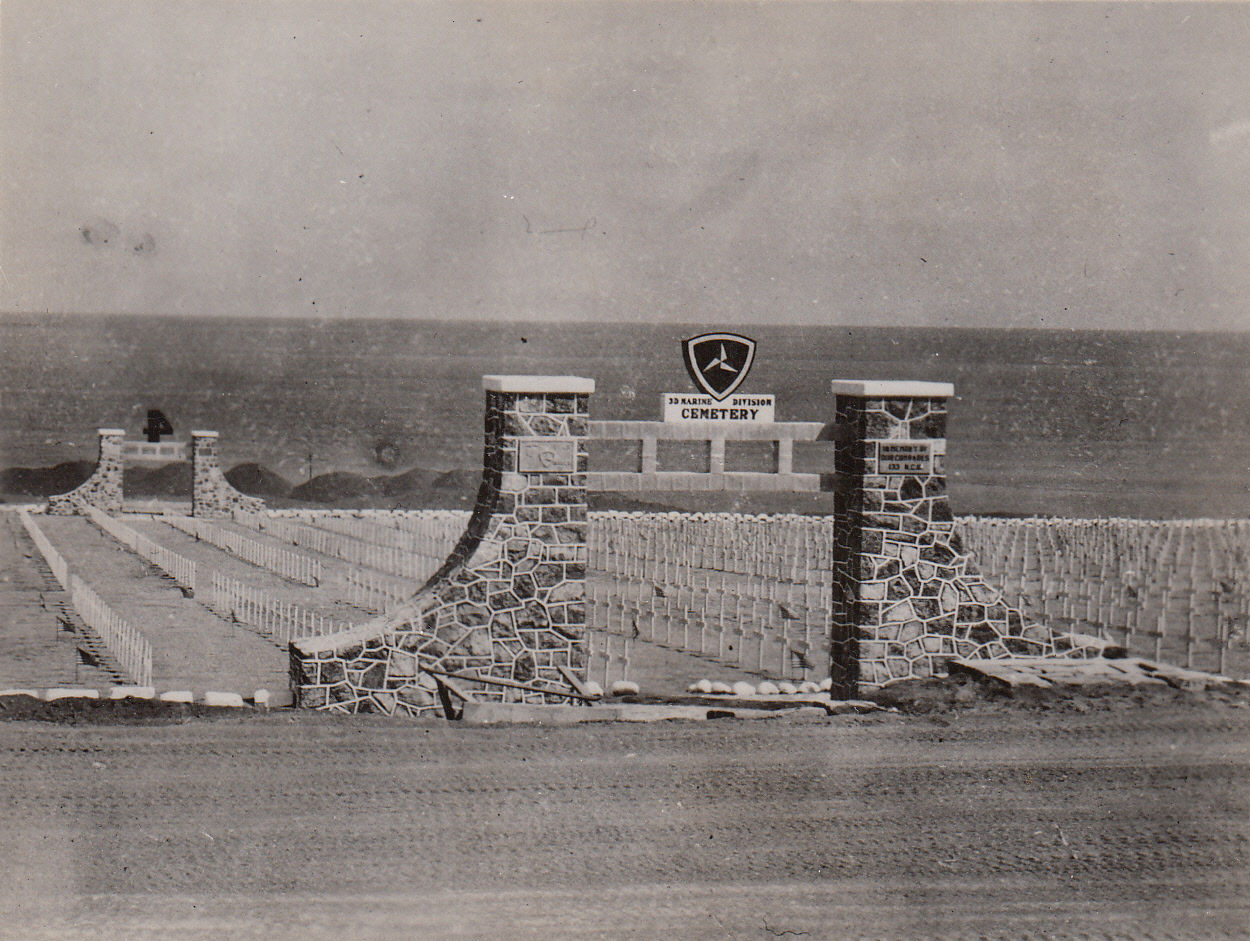
Wejścia na cmentarz na Iwo Jimie zbudowane przez 133. batalion Seabees, z grobami żołnierzy 3 Dywizji Marines na przedzie i 4 Dywizji po drugiej stronie
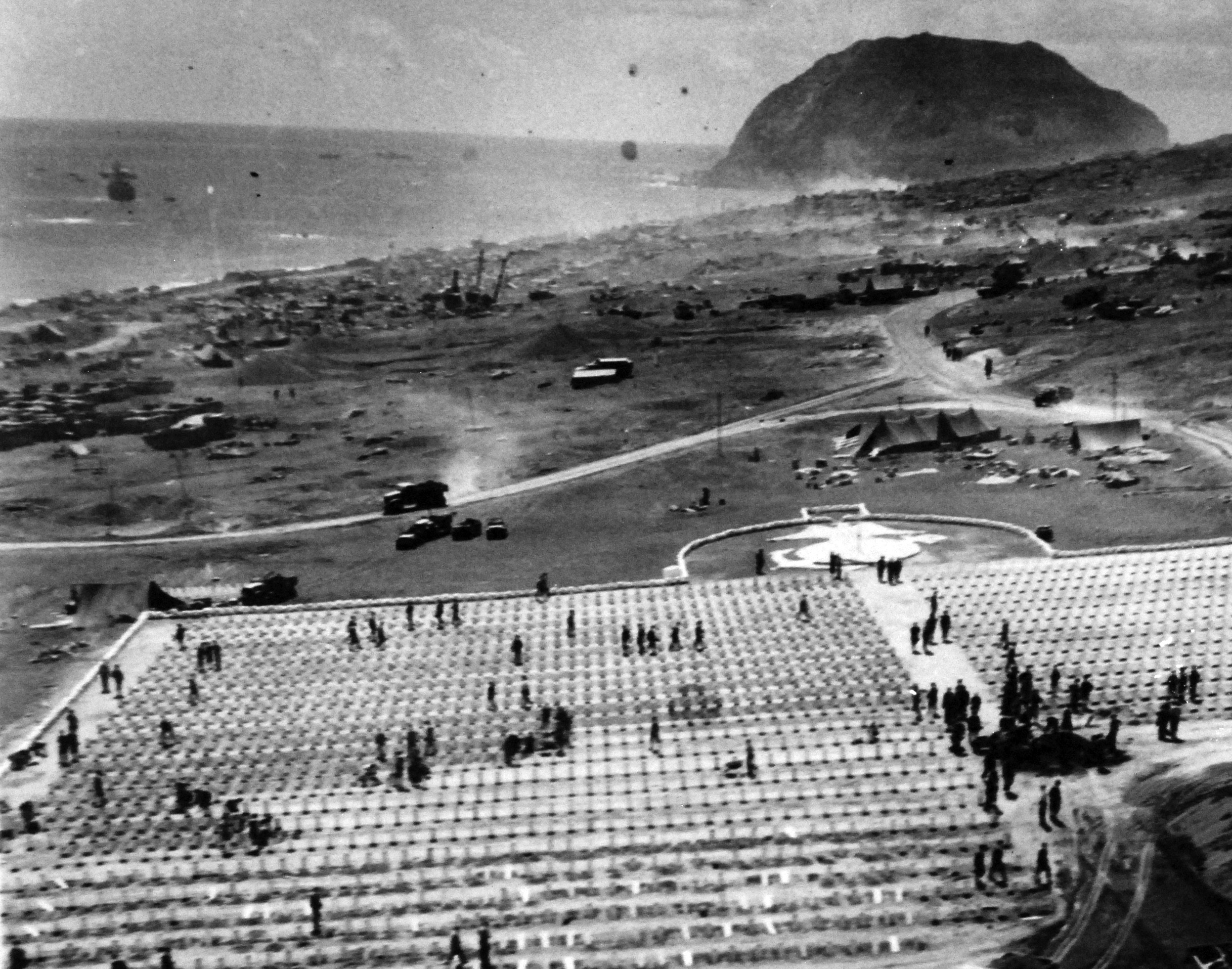
Pochówki żołnierzy 4 Dywizji Marines
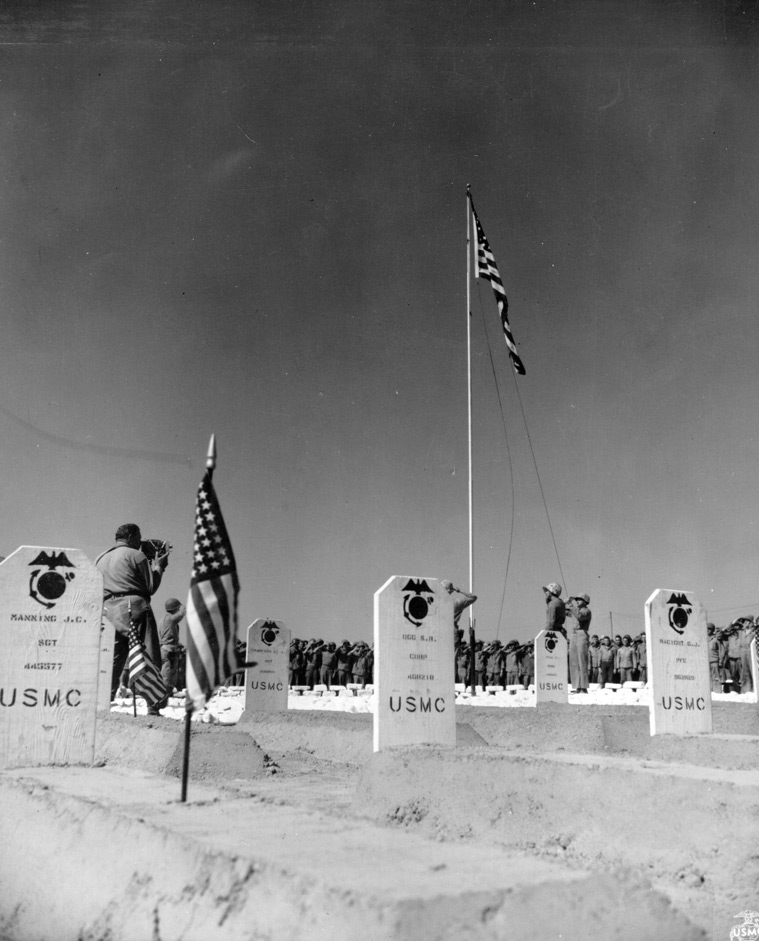
Cmentarz 4 Dywizji Marines
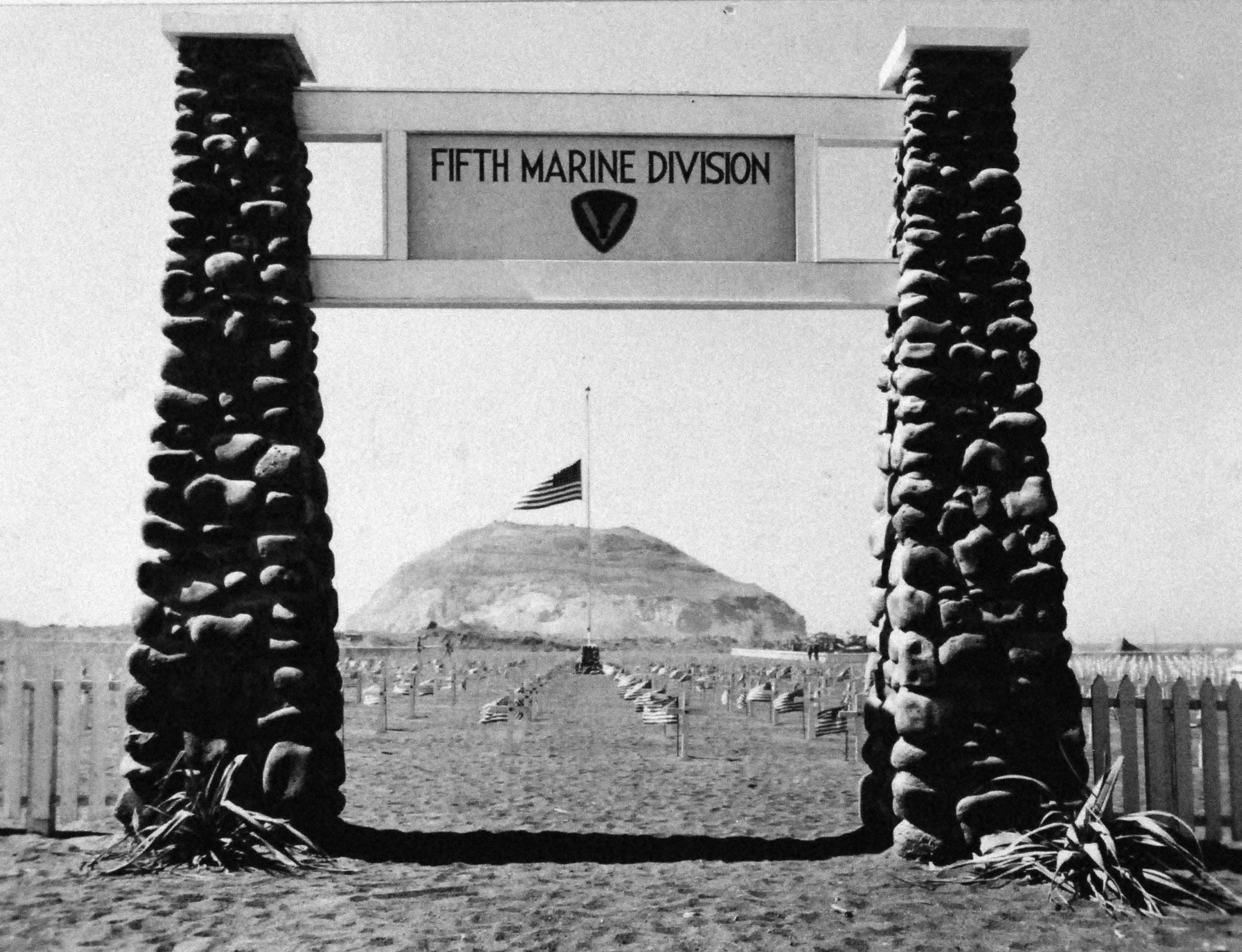
Wejście na cmentarz 5 Dywizji Marines zbudowane przez 31st CB z widocznym w tle szczytem góry Suribachi

## Znaczenie strategiczne

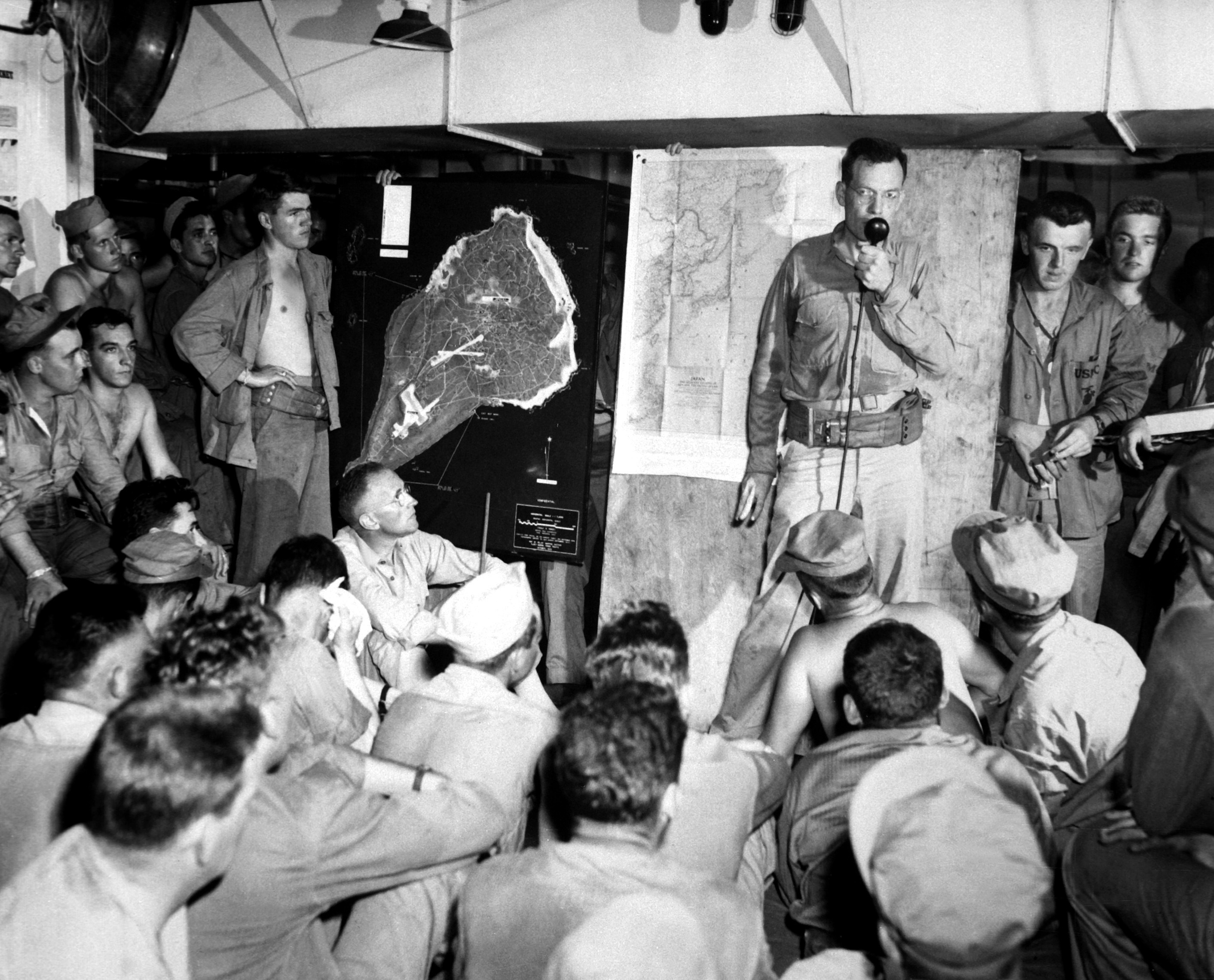
Porucznik Wade omawia cele na odprawie przed lądowaniem

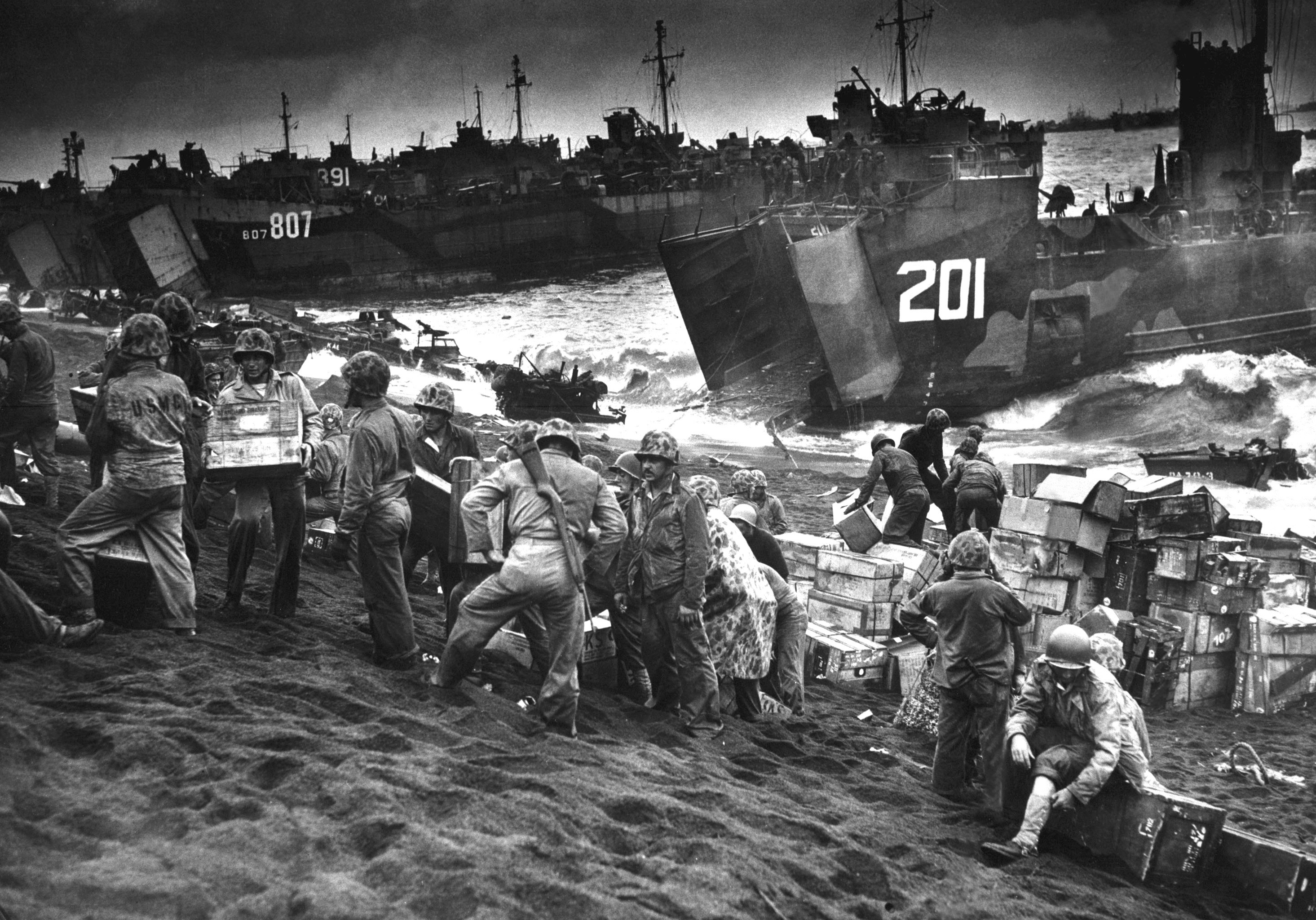
Amerykańskie zaopatrzenie wyładowywane na Iwo Jimie

Z perspektywy czasu, biorąc pod uwagę liczbę ofiar, zasadność podjęcia operacji i długoterminowe znaczenie zdobycia Iwo Jimy dla amerykańskiego wyniku wojennego stały się kwestią sporną i nadal są kwestionowane. Marines, którzy ponieśli największe straty, nie zostali poinformowani o rzeczywistych celach operacji podczas jej planowania. Już w kwietniu 1945 roku emerytowany Szef Operacji Morskich William V. Pratt stwierdził na łamach magazynu „Newsweek”, że biorąc pod uwagę „ilość poświęconej siły ludzkiej na zdobycie małej, zapomnianej przez Boga wyspy, bezużytecznej dla armii jako baza przejściowa i bezużytecznej dla marynarki jako baza floty [...] [człowiek] zastanawia się, czy nie można było zdobyć tego samego rodzaju bazy lotniczej, zajmując inne strategicznie położone lokacje przy znacznie niższych kosztach”.
Lekcje wyciągnięte z Iwo Jimy posłużyły jako wytyczne przy planowaniu kolejnej bitwy o Okinawę i planowanej inwazji na japońskie Wyspy Macierzyste. Na przykład „z powodu strat poniesionych na Iwo Jimie pierwszego dnia, postanowiono przeprowadzić najcięższe bombardowanie przygotowawcze, jakie kiedykolwiek widziano na wyspach Pacyfiku”. Ponadto, planując potencjalny atak na japońskie Wyspy Macierzyste, wzięto pod uwagę to, że około jedna trzecia żołnierzy wysłanych na Iwo Jimę i później na Okinawę została zabita lub ranna.
Jako uzasadnienie strategicznego znaczenia zdobycia Iwo Jimy dla wysiłku wojennego Stanów Zjednoczonych przedstawiano fakt, że stanowiła ona później miejsce lądowania i tankowania dla eskort myśliwskich bombowców dalekiego zasięgu. Eskorta ta okazała się jednak zarówno niepraktyczna, jak i niepotrzebna, a z Iwo Jimy wykonano tylko dziesięć takich misji. W momencie zdobycia wyspy kampania bombardowań Japonii zmieniła się z precyzyjnego bombardowania wybranych celów w ciągu dnia na nocne naloty dywanowe palące całe miasta przy użyciu bomb zapalających, a japońskie lotnictwo i tak było już w większej mierze unicestwione, więc eskorty myśliwskie miały ograniczoną przydatność.
Japońskie myśliwce bazujące przed bitwą na Iwo Jimie czasami atakowały amerykańskie bombowce w drodze nad Japonię, gdzie były szczególnie wrażliwe na ataki, ponieważ były mocno obciążone bombami i paliwem. Jednak ich generalny wpływ na amerykańskie bombardowania był marginalny; w ciągu trzech miesięcy poprzedzających inwazję stracono w wyniku ataków myśliwców z Iwo Jimy 11 B-29. Załogi Superfortec uznały wręcz, że nie ma potrzeby omijania wyspy. Zdobycie Iwo Jimy zakończyło japońskie ataki powietrzne na Mariany, ale były one zbyt małe, aby kiedykolwiek wywrzeć na stacjonujące tam wojska jakikolwiek znaczący wpływ.

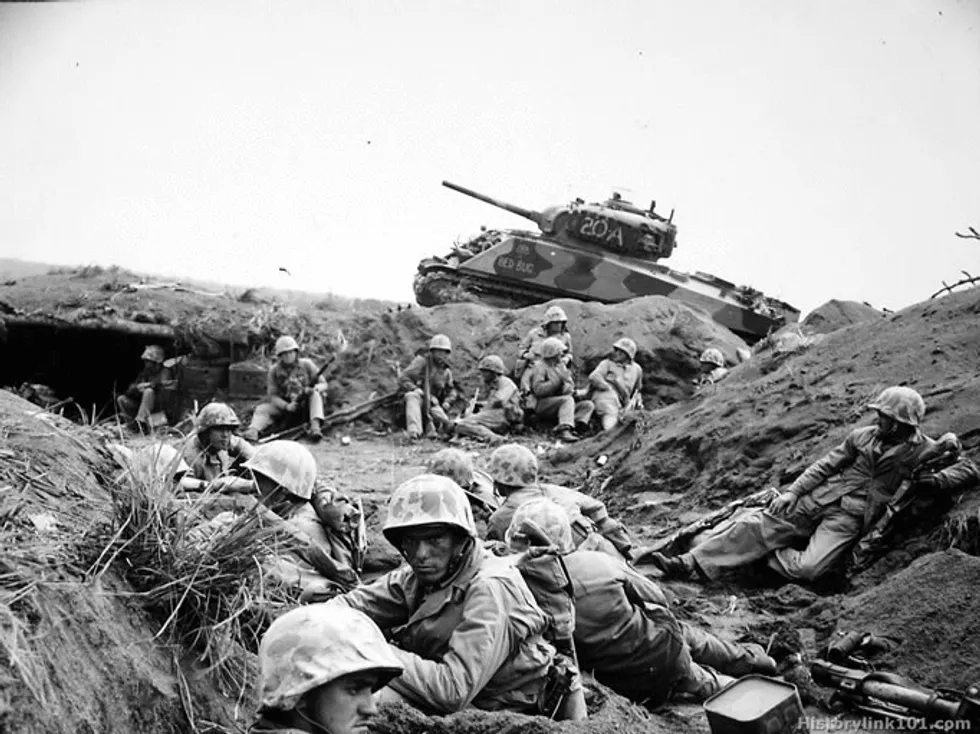
Marines z 24 Pułku podczas bitwy o Iwo Jimę

Japończycy na Iwo Jimie posiadali radar, dzięki któremu mogli powiadamiać swoich towarzyszy w ojczyźnie o Superfortecach lecących nad Japonię z Marianów. Jednak zdobycie Iwo Jimy nie wpłynęło w żaden sposób na japoński system wczesnego ostrzegania, który nadal otrzymywał informacje o nadlatujących B-29 z wyspy Rota, która nigdy nie została zaatakowana.
Już 4 marca 1945 roku, gdy trwały jeszcze ciężkie walki o Iwo Jimę, B-29 o nazwie własnej „Dinah Might” z 9 Grupy Bombowej USAAF zgłosił w pobliżu wyspy, że brakuje mu paliwa i poprosił o lądowanie awaryjne. Pomimo ostrzału wroga samolot wylądował na kontrolowanej przez Amerykanów części wyspy, został obsłużony, zatankowany i odleciał bez dalszych przeszkód do swojej bazy. W sumie do końca wojny odnotowano 2251 lądowań B-29 na Iwo Jimie. J. Robert Moskin odnotowuje, że z wyspy przeciwko Japonii wykonano 1191 misji eskortowych i 3081 lotów uderzeniowych. Bardziej współczesne badanie Sił Powietrznych wykazało, że wkład VII Fighter Command w tych misjach był całkowicie zbędny. Innym uzasadnieniem zajęcia Iwo Jimy było wykorzystanie jej jako bazy dla bombowców B-24 Liberator przeciwko Japonii, które z powodu krótszego zasięgu nie mogły latać z Marianów, ale nigdy nie doszło do żadnej znaczącej misji bombardowania Japonii przy użyciu tych maszyn.
Niektórzy zestrzeleni członkowie załóg B-29 zostali uratowani przez samoloty PBY Catalina i łodzie ratownicze operujące z wyspy, ale Iwo Jima była tylko jedną z wielu wysp, które mogły zostać wykorzystane w takim celu. Jeśli chodzi o znaczenie Iwo Jimy jako miejsca lądowania i tankowania bombowców, kapitan piechoty morskiej Robert Burrell, wówczas wykładowca historii w United States Naval Academy, zauważył, że tylko niewielka część z 2251 lądowań miała miejsce w przypadku prawdziwych sytuacji awaryjnych, a zdecydowana większość została przeprowadzona prawdopodobnie w celu dokonania drobnych przeglądów technicznych lub uzupełnienia paliwa. Według Burrella:

Uzasadnienie to zaczęło być mocno podnoszone dopiero po tym, jak piechota morska zajęła wyspę i poniosła duże straty. Tragiczny koszt operacji Detachment zmusił weteranów, dziennikarzy i dowódców do skupienia się na najbardziej widocznym uzasadnieniu rozpoczęcia bitwy. Widok ogromnego, kosztownego i zaawansowanego technologicznie B-29 lądującego na małym lotnisku na wyspie miał wyraźnie połączyć Iwo Jimę z kampanią bombardowań strategicznych. Wraz z mitami o podnoszeniu flagi na górze Suribachi, teoria lądowania awaryjnego osiągnęła wręcz legendarne rozmiary

Teza o „lądowaniu awaryjnym” uznaje każde lądowanie B-29 na Iwo Jimie za lądowanie awaryjne i zakłada, że zdobycie wyspy uratowało życie prawie 25 000 członków załóg wszystkich 2251 samolotów (2148 członków załóg B-29 zginęło w walce podczas całej wojny na wszystkich teatrach działań wojennych). Jednak z prawie 2000 lądowań B-29, które miały miejsce na wyspie od maja do lipca 1945 roku, ponad 80% służyło rutynowemu tankowaniu. Kilkaset lądowań odbyło się w celach szkoleniowych, a większość pozostałych służyła stosunkowo niewielkiej konserwacji silnika. W czerwcu 1945 roku, kiedy to miała miejsce największa liczba lądowań, żaden z ponad 800 B-29, które wylądowały na wyspie, nie zrobił tego z powodu uszkodzeń bojowych. Z samolotów, które zostałyby utracone bez możliwości lądowania na Iwo Jimie, według danych dotyczących ratownictwa powietrzno-morskiego, ok. 50% członków załóg, których samoloty spadły na morze, miało szansę przeżyć. Dlatego nawet gdyby Iwo Jima nie została zdobyta, to szacunki mówiące o potencjalnie uratowanych 25 000 członkach załóg lotniczych powinny zostać zredukowane do ok. 12 500.
W publikacji The Ghosts of Iwo Jima autorzy stwierdzili, że poniesione na Iwo Jimie straty stanowiły powód do „szacunku dla Korpusu Piechoty Morskiej”, który nie tylko uosabiał „amerykańskiego ducha narodowego”, ale także zapewniał „instytucjonalne przetrwanie” Korpusu Piechoty Morskiej po zakończeniu wojny.

## Okręty wojenne poważnie uszkodzone podczas bitwy
W poniższej tabeli wymieniono dla każdego okrętu poważnie uszkodzonego w bitwie o Iwo Jimę daty trafień, ich przyczynę, typ okrętu i straty poniesione w dniach 17–28 lutego. Lotniskowiec USS „Lunga Point”, który został lekko uszkodzony, został wymieniony ze względu na znaczenie lotniskowców eskortowych w bitwie.
| Okręt                         | Dzień          | Typ                        | Przyczyna                              | Zabici | Ranni |
| ----------------------------- | -------------- | -------------------------- | -------------------------------------- | ------ | ----- |
| LCI(G)-438                    | 17 lutego 1945 | Okręt desantowy/kanonierka | Artyleria nadbrzeżna                   | 0      | 4     |
| LCI(G)-441                    | 17 lutego 1945 | Okręt desantowy/kanonierka | Artyleria nadbrzeżna                   | 7      | 21    |
| LCI(G)-449                    | 17 lutego 1945 | Okręt desantowy/kanonierka | Artyleria nadbrzeżna                   | 21     | 18    |
| LCI(G)-450                    | 17 lutego 1945 | Okręt desantowy/kanonierka | Artyleria nadbrzeżna                   | 0      | 6     |
| LCI(G)-457                    | 17 lutego 1945 | Okręt desantowy/kanonierka | Artyleria nadbrzeżna                   | 1      | 20    |
| LCI(G)-466                    | 17 lutego 1945 | Okręt desantowy/kanonierka | Artyleria nadbrzeżna                   | 5      | 19    |
| LCI(G)-469                    | 17 lutego 1945 | Okręt desantowy/kanonierka | Artyleria nadbrzeżna                   | 0      | 7     |
| LCI(G)-473                    | 17 lutego 1945 | Okręt desantowy/kanonierka | Artyleria nadbrzeżna                   | 3      | 18    |
| LCI(G)-474                    | 17 lutego 1945 | Okręt desantowy/kanonierka | Artyleria nadbrzeżna                   | 3      | 18    |
| „Blessman”                    | 18 lutego 1945 | Niszczyciel                | Trafienie bombą lotniczą               | 42     | 29    |
| „Gamble”                      | 18 lutego 1945 | Niszczyciel/trałowiec      | 2 bomby lotnicze                       | 5      | 9     |
| „LSM-216”                     | 20 lutego 1945 | Okręt desantowy            | Artyleria nadbrzeżna i atak lotniczy   | 0      | 0     |
| „Bismarck Sea”                | 21 lutego 1945 | Lotniskowiec eskortowy     | 5 bomb lotniczych i uderzenie kamikaze | 318    | 99    |
| „Lunga Point”                 | 21 lutego 1945 | Lotniskowiec eskortowy     | Kamikaze                               | 0      | 6     |
| „Saratoga”                    | 21 lutego 1945 | Lotniskowiec               | Kamikaze/bomba lotnicza                | 123    | 192   |
| LCI(G)-760                    | 25 lutego 1945 | Okręt desantowy            | Artyleria nadbrzeżna                   | 0      | 2     |
| „Terry”                       | 28 lutego 1945 | Niszczyciel                | Artyleria nadbrzeżna                   | 11     | 19    |
| „Whitley”                     | 28 lutego 1945 | Transportowiec             | Atak lotniczy                          | 0      | 5     |
| Łącznie                       |                |                            |                                        | 539    | 492   |
| Okręt zatopiony lub porzucony |                |                            |                                        |        |       |

## Odznaczeni Medalem Honoru

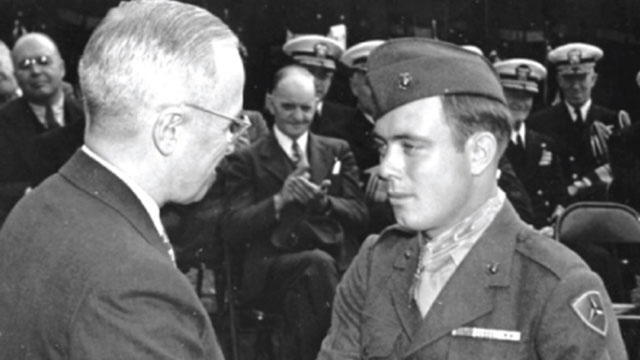
Prezydent Harry Truman składa gratulacje kapralowi piechoty morskiej Hershelowi Williamsowi z 3 Dywizji Marines z okazji otrzymania Medalu Honoru, 5 października 1945

Medal Honoru jest najwyższym odznaczeniem wojskowym przyznawanym przez rząd Stanów Zjednoczonych. Jest on przyznawany członkom Sił Zbrojnych Stanów Zjednoczonych, którzy wyróżnili się „wybitną odwagą i nieustraszonością z narażeniem życia ponad obowiązki służbowe podczas akcji przeciwko wrogowi Stanów Zjednoczonych”. Ze względu na swój charakter medal jest często nadawany pośmiertnie.
Za bitwę o Iwo Jimę Medal Honoru przyznano 22 żołnierzom piechoty morskiej (z czego 12 pośmiertnie), a 5 wręczono marynarzom, z których 4 było sanitariuszami przydzielonymi do jednostek piechoty morskiej (w tym 2 pośmiertnie). Medale przyznane za Iwo Jimę stanowiły aż 28% z 82 Medali Honoru przyznanych marines w czasie II wojny światowej.
W chwili śmierci 29 czerwca 2022 roku szer. Hershel W. Williams był ostatnim żyjącym kawalerem Medalu Honoru z czasów II wojny światowej – otrzymał on swoje odznaczenie za bohaterskie czyny w bitwie o Iwo Jimę.

## Pamięć

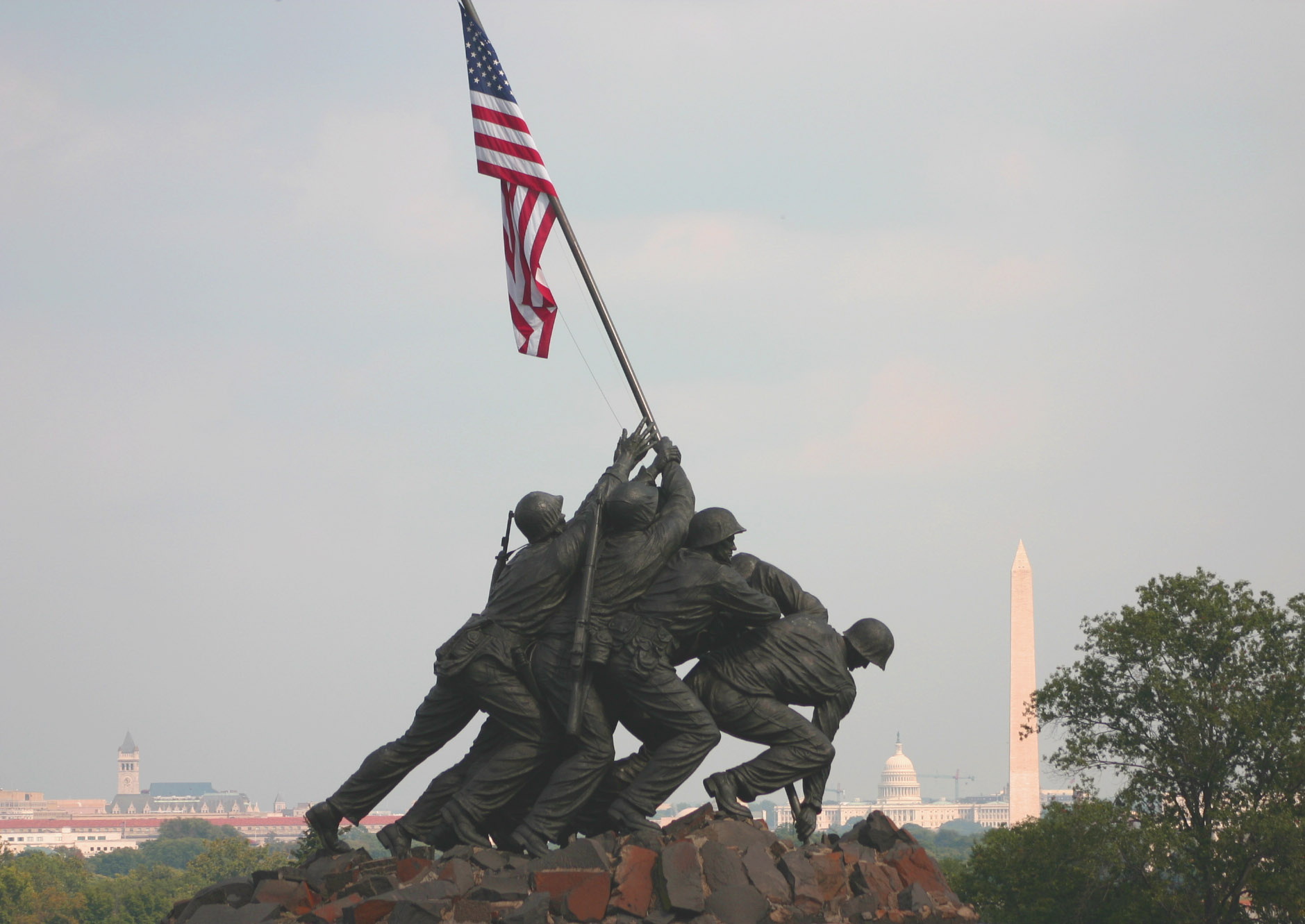
Marine Corps War Memorial w Arlington z pomnikiem Waszyngtona i Kapitolem Stanów Zjednoczonych w tle

10 listopada 1954 roku na Cmentarzu Narodowym w Arlington został odsłonięty słynny Marine Corps War Memorial.
Marynarka Wojenna Stanów Zjednoczonych zamówiła dwa okręty o nazwie USS „Iwo Jima” – LPH-2 (w służbie w latach 1961–1993) i LHD-7 (od 2001).
Pierwsze duże powojenne spotkanie na wyspie odbyło się w 1970 roku w 25. rocznicę bitwy. Wydarzenie było sponsorowane przez stowarzyszenie weteranów Fifth Marine Division Association i wzięli w nim udział zarówno amerykańscy, jak i japońscy weterani bitwy. Wśród znanych uczestników uroczystości znaleźli się ówczesny gen.-bryg. William K. Jones, dowódca 3 Dywizji Marines i korespondent stacji NBC w Azji John Rich. W wydarzeniach uczestniczyły również wdowy po gen. Tadamichim Kuribayashim i płk.Takeichim Nishim.
19 lutego 1985 roku, w 40. rocznicę lądowania na Iwo Jimie, odbyło się wydarzenie zwane „Reunion of Honor” (od 2002 roku odbywa się ono corocznie). W wydarzeniu wzięli udział weterani bitwy z obu stron. Miejscem spotkania była plaża, na której pierwszego dnia wylądowały siły amerykańskie. W jej centrum zbudowano pomnik, na którym obie strony wyryły swoje inskrypcje. Japończycy uczestniczyli w nabożeństwie odprawionym od strony góry, gdzie wyryto japoński napis, a Amerykanie od strony brzegu, gdzie wyryto napis po angielsku. Po odsłonięciu i złożeniu kwiatów przedstawiciele obu krajów podeszli do pomnika, po czym uścisnęli sobie dłonie. W lutym 1995 roku przed pomnikiem odbyła się wspólna japońsko-amerykańska ceremonia żałobna z okazji 50. rocznicy bitwy. Następne ceremonie żałobne odbywały się w kolejne rocznice.
O znaczeniu bitwy dla współczesnych marines świadczą ich liczne podróże na wyspę, a w szczególności wejście na szczyt góry Suribachi. Marines często zostawiają przy pomnikach swoje nieśmiertelniki, insygnia stopnia wojskowego lub inne ważne przedmioty jako hołd dla poległych przodków. W stanie Massachusetts corocznie 19 lutego obchodzony jest Dzień Iwo Jimy.
Japoński rząd do dziś prowadzi poszukiwania i ekshumacje szczątków żołnierzy, którzy zginęli podczas bitwy o Iwo Jimę.

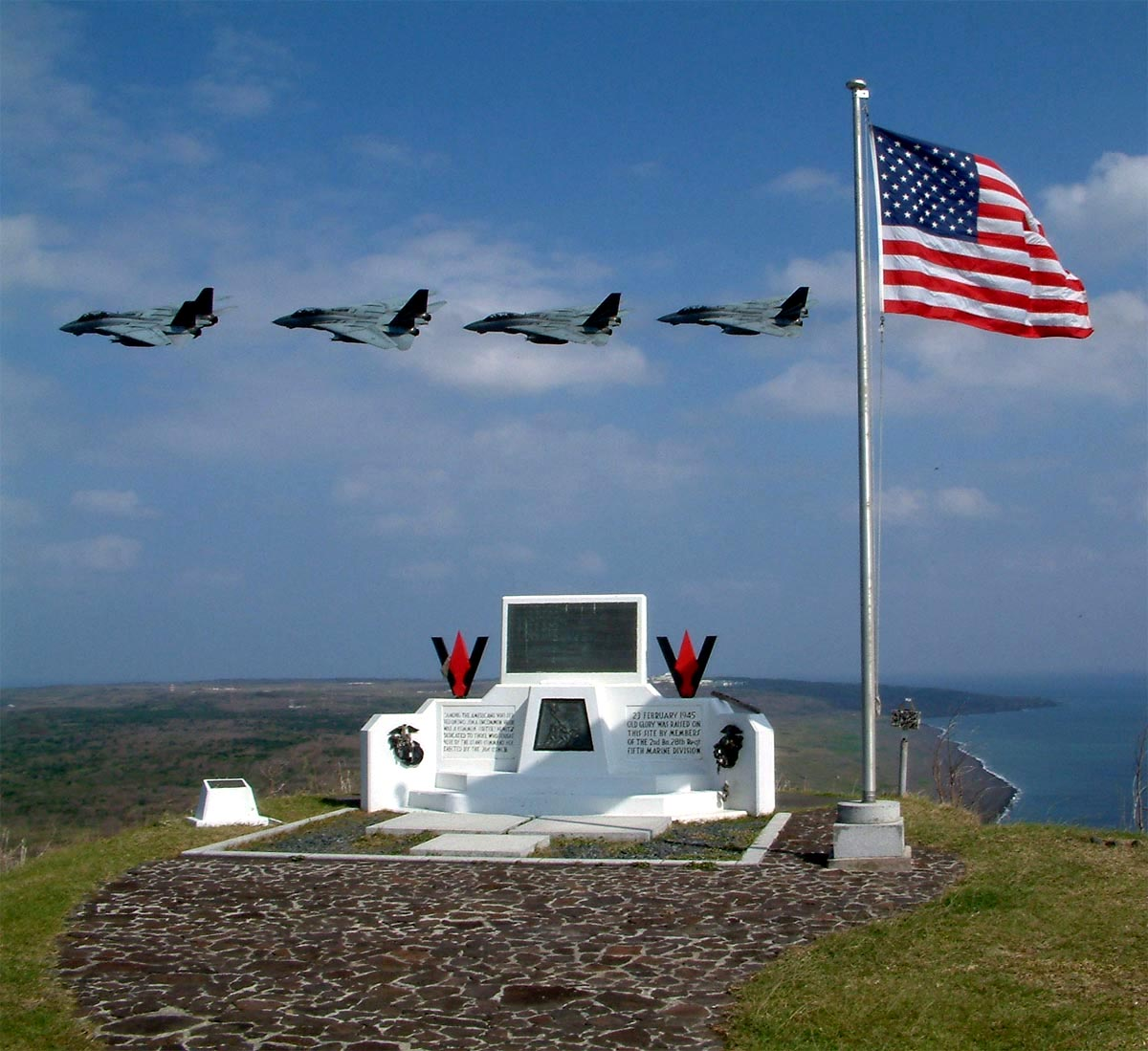
Pomnik na szczycie góry Suribachi
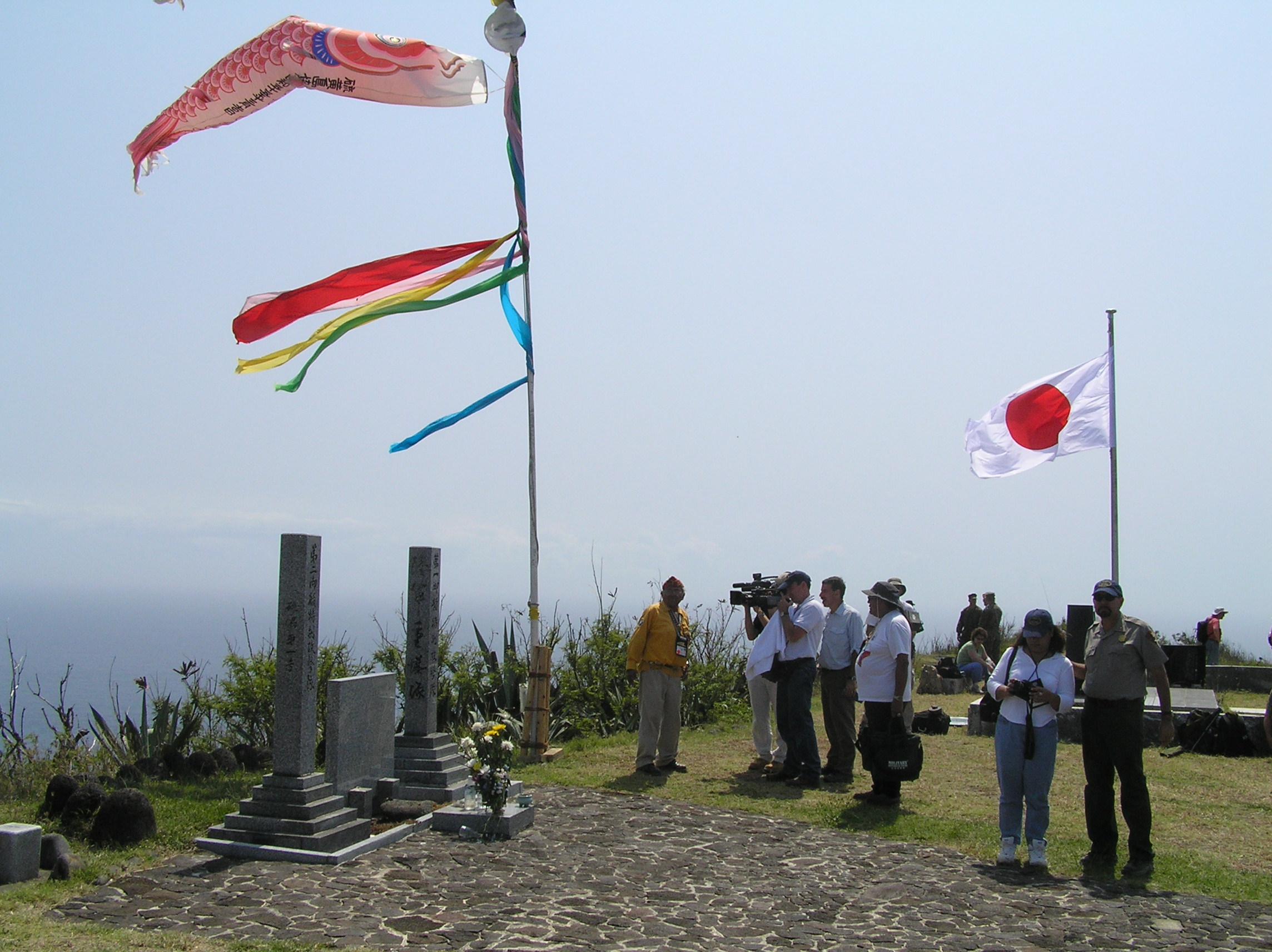
60. rocznica bitwy przy japońskiej części pomnika
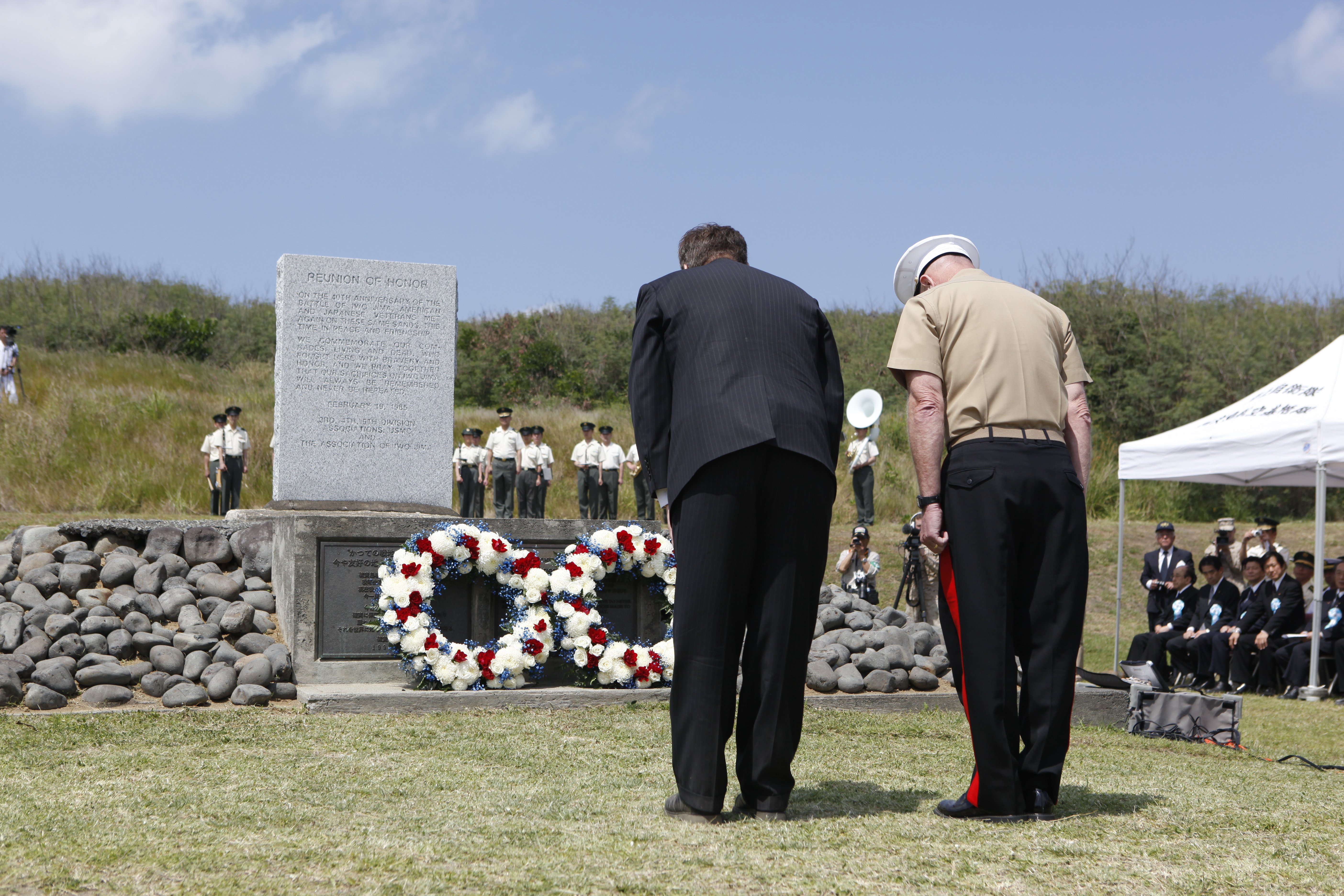
67. rocznica bitwy sponsorowana przez Korpus Piechoty Morskiej, rząd Japonii oraz Iwo Jima Associations of America and Japan
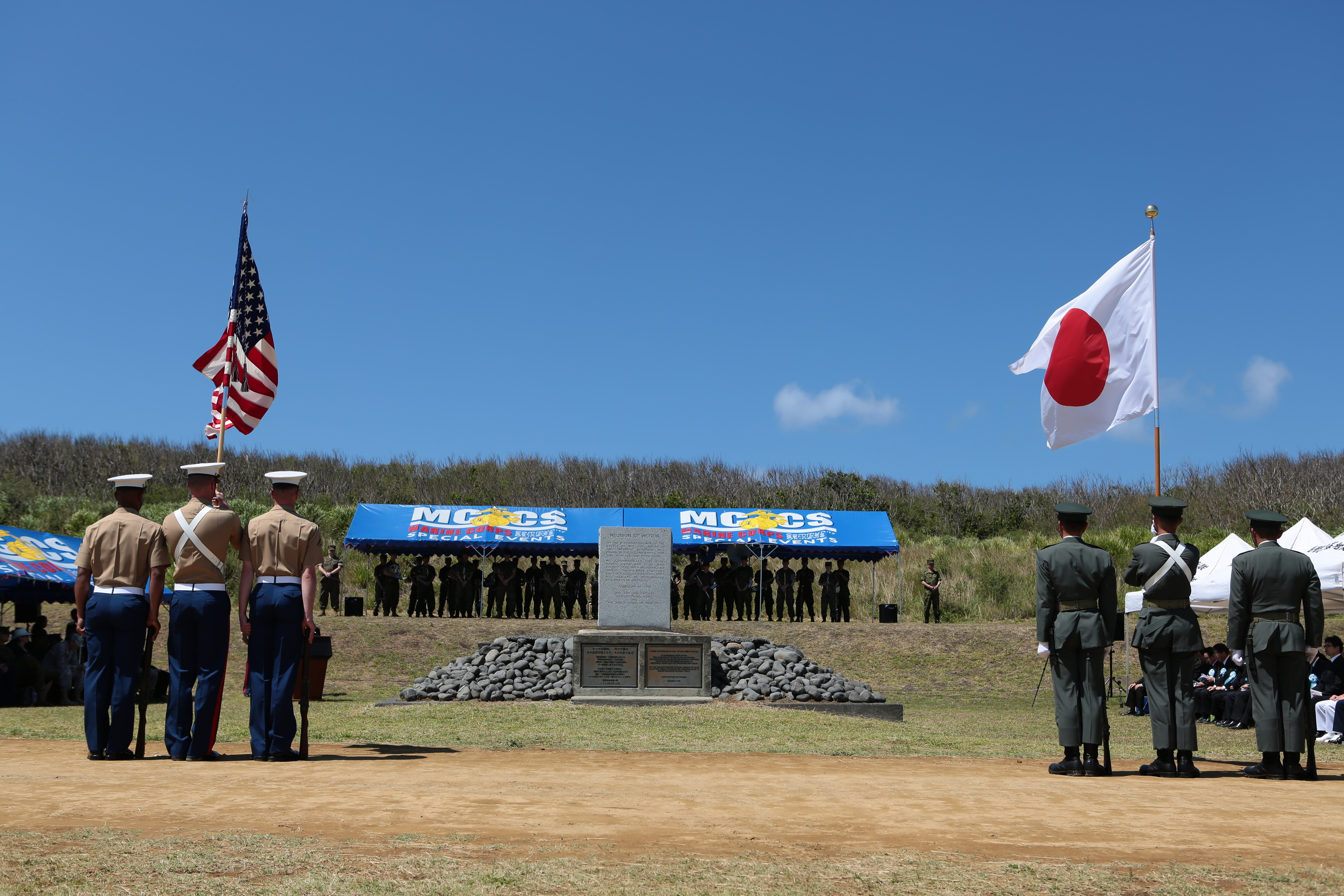
71. rocznica bitwy
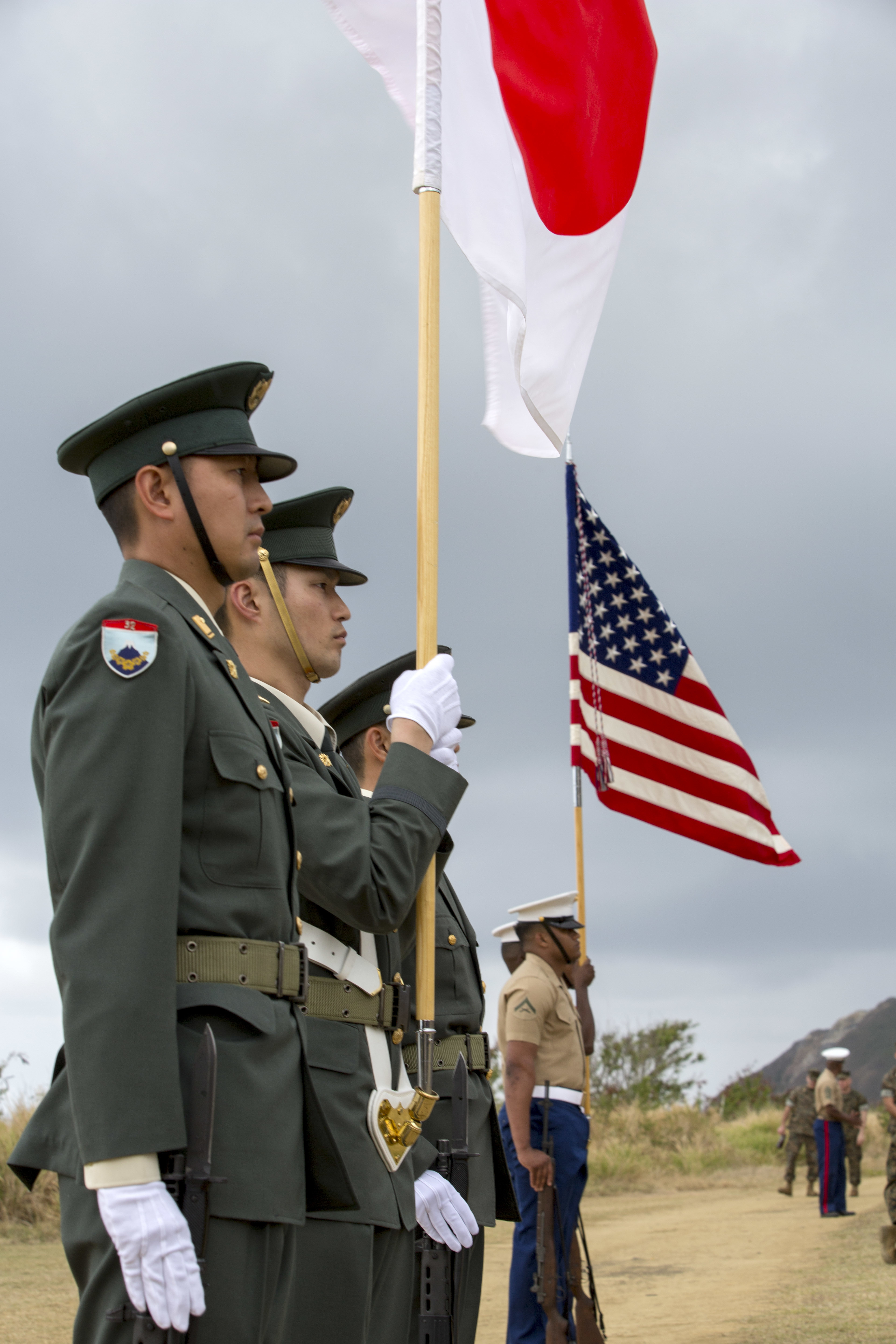
Amerykański i japoński poczet sztandarowy podczas ceremonii „Reunion of Honor” w 72. rocznicę bitwy

## Kultura masowa
Bitwa o Iwo Jimę została przedstawiona w licznych filmach fabularnych i dokumentalnych. Wojsko amerykańskie wyprodukowało już w 1945 roku dokumenty pt. To the Shores of Iwo Jima i Glamour Gal, opowiadający o artylerii piechoty morskiej i jej załogach. W 1949 roku wyszedł na ekrany film fabularny Piaski Iwo Jimy z Johnem Wayne’em w roli głównej.
Iwo Jima, ósmy odcinek miniserialu HBO z 2010 roku pt. Pacyfik wyprodukowanego przez Toma Hanksa i Stevena Spielberga, przedstawia część bitwy z punktu widzenia kawalera Medalu Honoru Johna Basilone’a, od początku inwazji do jego śmierci później tego samego dnia. Basilone był jedynym podoficerem marines, który otrzymał zarówno Medal Honoru, jak i Krzyż Marynarki Wojennej w czasie II wojny światowej.
Ira Hayes, jeden z marines, który pojawił się na słynnym zdjęciu Joe Rosenthala, był tematem filmu The Outsider z 1961 roku, w którym Tony Curtis grał rolę żołnierza podnoszącego flagę. Hayes, Gagnon i Bradley zostali przedstawieni w filmie Sztandar chwały z 2006 roku, wyreżyserowanym przez Clinta Eastwooda. Film przedstawia bitwę z amerykańskiej perspektywy i opiera się na książce Jamesa Bradleya i Rona Powersa z 2000 roku pod tym samym tytułem. Z kolei film Listy z Iwo Jimy z 2006 roku, również w reżyserii Clinta Eastwooda, kręcony równolegle ze Sztandarem chwały, przedstawia bitwę z punktu widzenia Japończyków, ze szczególnym podkreśleniem postaci generała Tadamachiego Kuribayashiego.